# Андрей Первозванный
Андре́й Первозва́нный (др.-греч. Ἀνδρέας ὁ Πρωτόκλητος, лат. Andreas Primovocatus), также апо́стол Андре́й (Ἀνδρέας, Andreas, сир. ܐܢܕܪܝܘܣ) — один из двенадцати апостолов, учеников Иисуса Христа, и персонаж книг Нового Завета. В отличие от остальных Евангелий, согласно Евангелию от Иоанна, Андрей был первым призван Иисусом Христом, поэтому в Православной церкви носит титул «Первозванный».
По преданию, был распят в городе Патры провинции Ахея около 60—70 года. Считается, что X-образный крест (косой, так называемый «андреевский» крест) впервые появился в юго-западной Франции в X веке и с XIV века стал традиционным, хотя первоисточник такой формы креста неизвестен. В итальянское искусство косой крест привнесён уже после периода Возрождения.
Иконографически апостол Андрей изображается в красном и зелёном одеянии с недлинной бородой, держащий крест или с косым крестом, символом его мученической казни, а также свитком в руке или книгой.
Память в Православной церкви совершается 30 ноября (13 декабря) и 30 июня (13 июля) в Соборе двенадцати апостолов, в Католической церкви — 30 ноября.

## Биография

### В Библии

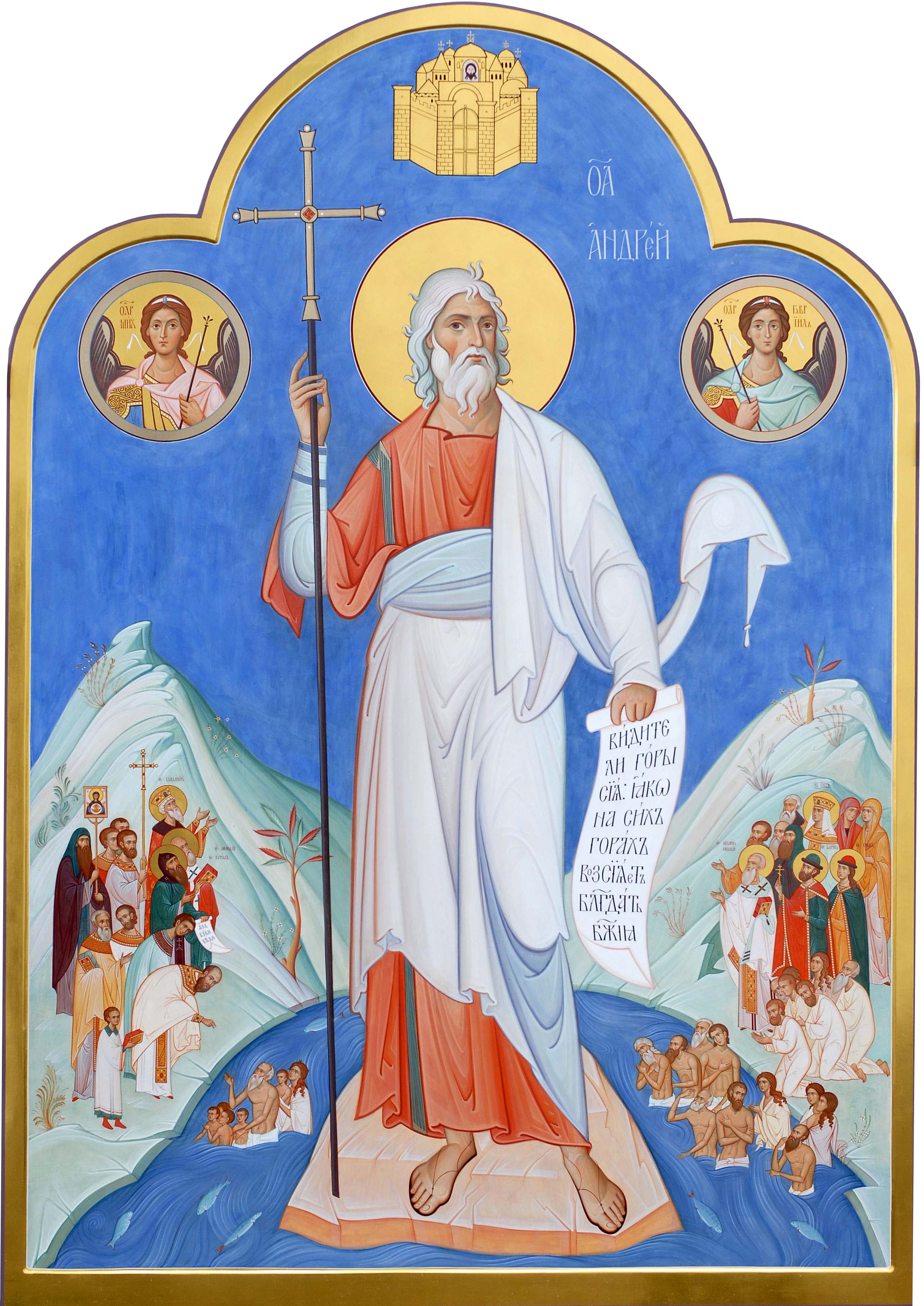
Современная икона Андрея Первозванного

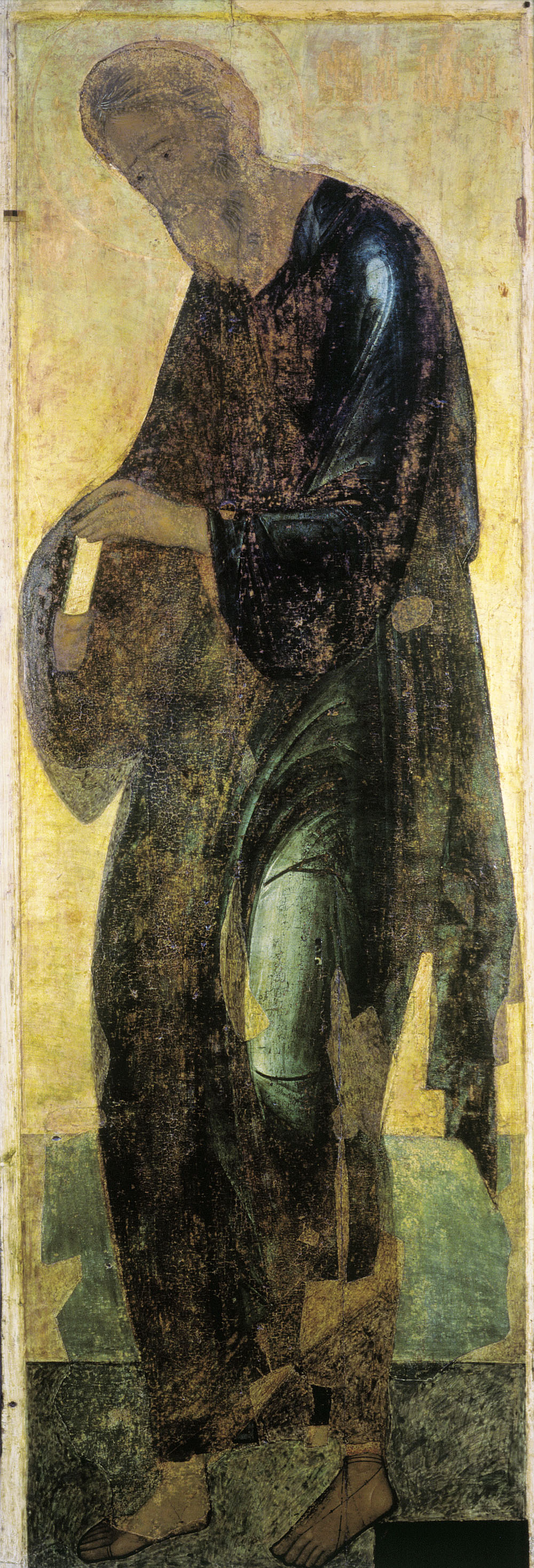
Андрей Первозванный. Икона из иконостаса Успенского собора во Владимире. Московские иконописцы круга Андрея Рублёва. 1410-е годы

Апостол Андрей упомянут в списках апостолов в Евангелии от Матфея, от Марка, от Луки, а также в Деяниях Апостолов.
Андрей и его брат Симон (будущий святой апостол Пётр) были галилейскими рыбаками, родившимися и росшими в городе Вифсаиде (городе на берегу Генисаретского озера). Их отца звали Иона.
Повзрослев, братья перебрались в город Капернаум провинции Галилея, которой руководил четверовластник Ирод Антипа. Там братья обзавелись собственным домом и продолжали заниматься рыбной ловлей.
Ещё в юности Андрей решил посвятить себя служению Богу. По преданию, сохраняя целомудрие, он отказался (в отличие от своего брата Симона Петра) вступить в брак. Услышав, что на реке Иордан Иоанн Предтеча проповедует о приходе Мессии и призывает к покаянию, Андрей оставил всё и отправился к нему. Скоро юноша стал ближайшим учеником Иоанна Крестителя.
Согласно Евангелию от Иоанна, Андрей в хронологическом смысле стал первым учеником Христа, в связи с чем этого апостола часто называют «Первозванным» в Православной церкви. Однако в списках апостолов, приводимых в Евангелиях от Матфея и Луки, занимает второе место после своего брата, апостола Петра. В Евангелии от Марка — четвёртое место.
Согласно Евангелию от Матфея и от Марка, призвание Андрея и Петра состоялось близ Галилейского озера, но апостол Иоанн в Евангелии от Иоанна описывает призвание Андрея, состоявшееся около Иордана сразу после крещения Иисуса, после чего Андрей нашёл своего брата Симона Петра и привёл его к Иисусу.
На страницах Евангелия от Иоанна Андрей появляется ещё дважды — он ведёт диалог с Иисусом о хлебах и рыбе перед чудом насыщения пяти тысяч людей и вместе с апостолом Филиппом приводит к Иисусу еллинов.
Известен текст апокрифической книги «Деяния Андрея» (англ. Acts of Andrew), созданный, по общепринятой версии, в III веке. Существовало ныне утраченное «Евангелие от Андрея» (англ. Gospel of Andrew), отклонённое папой римским Геласием I в «Decretum Gelasianum».
Писание сохранило весьма скудные сведения об апостоле Андрее. В Евангелии от Иоанна сказано, что во время чуда умножения хлебов Андрей указал на мальчика, имевшего «пять хлебов ячменных и две рыбки». Он же представил Иисуса язычникам, пришедшим в Иерусалим для поклонения. По свидетельству евангелиста Марка, Андрей был одним из четырёх учеников Иисуса, которым тот предсказал будущее Иерусалима на Елеонской горе.
Согласно Библии, все апостолы, включая Андрея, были на Тайной вечере, вскоре после которой Иисус был арестован и казнён через распятие. Евангелия описывают, что после крестной смерти Иисуса Андрей стал свидетелем его воскресения и вознесения. В день Пятидесятницы (то есть через пятьдесят дней после воскресения Иисуса) в Иерусалиме произошло сошествие на апостолов Святого Духа в виде огненных языков (Деяния. 2:3, 4). Так, вдохновляемые Духом Божиим, апостолы получили дар исцелять, пророчествовать и способность говорить на разных наречиях.

### Миссионерство
После Пятидесятницы двенадцать учеников Иисуса разделили между собой страны, куда они должны были нести евангельскую проповедь, обращая язычников ко Христу. Согласно апокрифическому «Деянию Андрея» (середина II века), апостол Андрей начал проповедь Евангелия на южном берегу Чёрного моря, двигаясь через провинции Вифиния и Понт на запад. Посетив города Синоп, Амасию, Никею и Никомидию, он отправился в Византий (будущий Константинополь), откуда попал в провинцию Фракия, а затем — в Македонию, где посетил города Филиппы и Фессалоники. Затем он отправился в провинцию Ахайю, где посетил города Мегару, Коринф и Патры.
Карта мест, где побывал Андрей Первозванный

#### Первое миссионерское путешествие
Сборник житий «Ангелы апокалипсиса» описывает, что после Сошествия Святого Духа апостолы отправились на проповедь Евангелия. Андрей и Пётр, взяв с собой избранного на место Иуды Матфия, а также Гая и еще нескольких учеников, пришли с проповедью в Антиохию Сирийскую, где творили многие чудеса. Оттуда они пошли в каппадокийский город Тиану, воскресили там мертвого, повсюду проповедовали и чудодействовали, изъясняли Священное Писание, крестили уверовавших и преподавали им Божественные Тайны. Затем они достигли города Синопа в Скифских пределах, где проживало много иудеев. Иудеи были разделены между собой различными ересями, а язычники были людьми жестокого нрава, отчего считались людоедами. Апостолы в город не пошли, остановившись на краю полуострова около Синопа, где апостолы изгнали демонов. Также апостолы обратили многих из иудеев и язычников в христианство. 
После Синопа апостол Петр, взяв с собой Гая с некоторыми из учеников, отправился на Запад, а Андрей с Матфием и прочими учениками направились  на Восток, где на время остановился в городе Амисии, на берегу Понта. Там Андрей доказывал иудеям, что Иисус Христос — Сын Божий, но они спорили с ним. Апостол Андрей с учениками питались хлебом и водой один раз в сутки, спали на голой земле и после краткого отдыха вставали для славословия. Болящие, пришедшие к Андрею, по его молитвам, исцелялись и многие крестились. При помощи новообращенных он устроил церковь, посвятил священников и диаконов. Далее апостол Андрей посетил город Трапезонт на берегу Понта, но, видя грубость и суровые нравы невежественных жителей, отправился далее в Иверию (Грузию), где долгое время проповедовал в её городах.
По данным сборника «Картлис цховреба» (XI—XII век), перед уходом на проповедь в Грузию апостол Андрей взял с собой Ацкурскую икону Божией Матери, которая была создана нерукотворно: Дева Мария приложила к лицу доску, и на ней отобразился её образ вместе с младенцем Иисусом. По версии Мануила, великого ритора церкви в Константинополе, икону написал евангелист Лука.
Далее апостол Андрей пошёл в землю парфян, или Сомхетию и возвратился в Иерусалим на праздник Пасхи. После праздника Пятидесятницы Андрей со своим братом Петром, Иоанном Зеведеевым, Филиппом, Варфоломеем и другим Филиппом из числа семи диаконов пошли в Антиохию Сирийскую.

#### Второе миссионерское путешествие

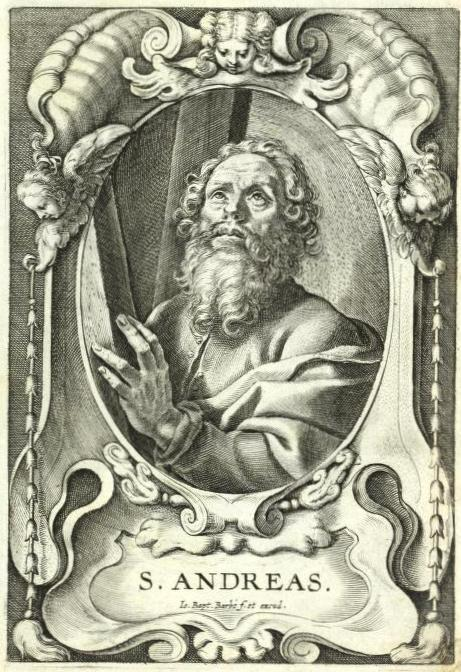
Барбе, Ян Батист. Святой Андрей, 1620 год

Сборник житий «Ангелы апокалипсиса» далее сообщает, что после того как другие апостолы разошлись по разным странам для проповеди, апостолы Андрей и Иоанн Богослов прибыли в город Эфес. Здесь явился апостолу Андрею Иисус Христос и сказал, чтобы он шел опять в Вифинию. Об этом видении Андрей рассказал Иоанну и, простившись с ним, он пошел в Лаодикию, в миссийский город Одисс, где поставил епископом своего ученика Аппиона. Далее через Олимпийские горы он достиг селения Никея в Вифинии, где проповедал Иисуса Христа иудеям и язычникам, но они его проповедь встретили поруганием. Около Никеи апостол Андрей сокрушил дракона, пожиравший путников. После этого многие из слышавших об этом подвиге уверовали во Христа. Также жители Никеи просили апостола, чтобы он избавил их от восьми разбойников, скрывавшихся в недоступной пещере и совершавших жестокие убийства. После внушения апостола разбойники приняли Крещение.
Апостол пробыл в Никее два года, благовествуя и обращая отпадших, разрушая капища и созидая церкви, крестил и рукополагал священников. На месте бывшей синагоги он поставил церковь Христову и первым епископом в Никее рукоположил Драконтия, ставшего впоследствии мучеником.
Далее апостол Андрей пошел в соседнюю Никомидию, остался в ней на несколько дней, утверждая учением и чудесами. Там апостол воскресил некоего Каллиста, умерщвлённого бесами. Оттуда он отплыл морем в вифинский город Халкидон, где поставил епископа Тихика, одного из своих учеников. Потом посетил Ираклию и Понтийскую Амастриду, в которой оставался долгое время. Там он поставил епископом Пальма. Из Амастриды апостол поднялся рекой в город Харакон, где воздвиг знамение Животворящего Креста. На этом месте жители соорудили церковь во имя апостола с изображением его лика на стене. По преданию, при этой иконе совершались многие чудеса.
После крещения жителей Харакона апостол Андрей отплыл опять в Синоп, где остался на некоторое время со своими учениками. Но иудеи Синопа с яростью обступили дом, где он жил, намереваясь предать его огню. Самого Андрея они извлекли из дома и влачили по улицам, поражая камнями и кольями. Один из иудеев даже откусил апостолу палец. Весь покрытый язвами, он был брошен за воротами города. Но в наступившую ночь явился ему Иисус Христос и исцелил все его язвы. С рассветом апостол возвратился в город и снова проповедовал Христа. Иудеи, изумленные его терпением и кротостью, смягчились и начали слушать толкование Священного Писания об Иисусе Христе, в Которого, наконец, уверовали. Число верных всё время возрастало. Далее апостол направился вдоль берегов Понта к востоку, где жители Амасии с радостью встретили апостола. Далее апостол пошел опять в Трапезонт и в Неокесарию, где с большим успехом, нежели в Трапезонте, проповедовал слово Божие, крестя народ во имя Отца и Сына и Святого Духа. Далее он достиг города Самосата, где обитало много армян и греков, пребывавших в язычестве. После наставлений  апостола Андрея многие из них уверовали, крестившись во имя Иисуса Христа. Из Самосата апостол отправился опять в Иерусалим для празднования Пасхи, и после праздника вышел на третье свое апостольское путешествие.

#### Третье миссионерское путешествие
Сборник житий «Ангелы апокалипсиса» далее описывает, что пройдя Эдессу, апостол Андрей в сопровождении Симона Кананита, Матфия, поставленного на место Иуды, и Фаддея (Иакова Алфеева), достигли Иверской земли, затем прошли часть Триалетской области до реки Чорохи, беспрепятственно проповедуя Иисуса Христа. Далее апостолы посетили гористую Сванетию. Здесь остался Матфий, а Андрей с Симоном Кананитом проникли глубже в горы, в пределы осетин, и достигли города Фостофор, где обратили многих в христианство. Из Осетии они спустились в Абхазию и остановились в городе Севасте (ныне Сухуми), жители которого приняли проповедь апостола. Святой Андрей оставил в этом городе Симона, а сам отправился вдоль поморья в землю джигетов. Обитатели этой страны были жестокими, они не приняли проповеди апостола, искали случая убить его, но Бог сохранил апостола. Видя непреклонность джигетов, апостол удалился от них, отправившись в страну, называемую Верхним Сундагом, где жители с радостью его приняли и уверовали в Иисуса Христа.
Затем апостол Андрей посетил приморский город Понта Эвксинского Воспор (Пантикапей), где успешной проповедью и чудесами обратил многих в христианство. Оттуда, следуя вдоль южного поморья Тавриды, посетил Феодосию. Малое число жителей Феодосии уверовало в Иисуса Христа. Затем апостол отправился в город Херсонес, где обитали люди грубые и неверные, но склонные к христианству. Апостол пробыл у них долгое время и многих обратил к Иисусу Христу.
Из Херсонеса апостол предпринял странствие вверх по реке Днепр, до Киевских гор и там на рассвете водрузил по своему обычаю Животворящий Крест. «Видите ли горы сии? — сказал он в духе пророческом своим ученикам. — На сих горах воссияет благодать Божия, и град великий имеет здесь создаться, и церкви многие в нем воздвигнет Господь». Так предвидел и благословил апостол Андрей грядущее распространение христианства на Руси .
Возвратившись в Херсонес, святой Андрей еще раз посетил Воспор для утверждения в нем христианства и оттуда, переплыв Понт, в третий раз достиг Синопа, где уже укоренилось христианство. Там он поставил епископом одного из своих учеников.
Далее апостол Андрей достиг города Византий (будущий Константинополь), где поставил епископом Стахия, одного из семидесяти апостолов, который сделался главою иерархии нового Рима. Недалеко от Византия, в Акрополисе, Андрей соорудил церковь. Далее он пошёл во фракийский город Ираклию, где оставался долгое время. Посещая города Македонии, он проповедовал, утешал и исцелял болящих, крестил и созидал церкви, рукополагал священников. Он долго оставался в Фессалониках, поучая народ и утверждая верующих, обращенных еще проповедью святого апостола Павла, оттуда отправился в Пелопоннес и посетил древние Патры, где претерпел мученическую кончину.

#### Предание о служении в Скифии
Евсевий Кесарийский в первой половине IV века, ссылаясь на не дошедшее до нас апокрифическое сочинение Оригена, говорит о служении Андрея в Скифии. Ориген, согласно Евсевию, утверждал, что для определения направления своей миссионерской деятельности 12 апостолов бросили жребий. Так Петру выпало проповедничество в Риме, Матфею — в Палестине, Марку — в Египте, Иоанну — в Малой Азии, Фоме — в Парфии, а Андрею — во Фракии и Скифии.
Однако уже по поводу этого свидетельства расходятся мнения церковных историков. Так, А. Гарнак оставлял открытым вопрос о том, насколько приведённая Евсевием цитата представляет буквальную выдержку из Оригена. Некоторые учёные утверждали, что известие об апостоле Андрее принадлежит самому Евсевию и современному ему церковному преданию, а А. В. Карташёв склонялся к традиционному мнению.
Последующие церковные писатели — Досифей Тирский, Епифаний Кипрский (IV век), Евхерий Лионский (V век), Никита Пафлагон (IX—X) и другие — по-своему дополняют это предание. Таким образом, маршрут апостола пролегал «через всю Вифинию, всю Фракию и скифов… потом достиг великого города Севаста… где находится крепость Апсар и река Фасис… у которой обитают внутренние эфиопы» (то есть, согласно этим авторам, апостол достиг примерно нынешней Абхазии (Фасис обычно соотносится с Риони)). Между Иверией и Скифией Андрей посетил, как утверждается, Боспор, Феодосию и Херсонес.
Однако в большинстве вариантов легенды о бросании жребия Скифия вообще не упоминается. Также ни в одной из древнейших записей легенды не упоминается путешествий апостолов по Северному Причерноморью или по Днепру. А святитель Григорий Богослов (IV век) писал, что Андрею жребий выпал на Индию.
Н. М. Карамзин, приведя в «Истории государства Российского» этот рассказ, заметил: «Впрочем, люди знающие сомневаются в истине сего Андреева путешествия».
Церковный историк, профессор А. В. Карташёв отмечает:
в VIII, IX и последующих столетиях накопившийся веками материал в форме апокрифических и церковных сказаний, кратких известий и посеянных всюду теми и другими местных преданий, послужил источником к составлению новых „деяний“, „похвал“ и „житий“ апостолов. Здесь миссионерская деятельность ап. Андрея распадается на целых три проповеднических путешествия, скопированных с путешествий ап. Павла, причём Первозванный апостол уже с полной определённостью проходится через Скифию европейскую и по северному и по западному побережью Чёрного моря проходит до Византии, где поставляет первого епископа для этого города — Стахия.
По мнению профессора Антона Владимировича Карташёва, с помощью развития легенды об Андрее Византийская церковь решала две задачи:
- Оградить свою независимость от притязаний Рима и доказать свою равнозначность Риму (Андрей был старшим братом апостола Петра).
- Обеспечить себе господство над всеми по возможности церквями Востока.

Отсюда можно заключить, что Византия охотно поддерживала сказания о проповеди ап. Андрея в тех странах, где они существовали (Армения, Грузия) и даже старалась привить подобные предания в странах северных (Моравия, Россия), на которые простиралось её влияние. О том, что византийцы при случае даже прямо внушали русским верование о проповеди на Руси ап. Андрея, мы имеем документальное свидетельство. Это - письмо к русскому князю Всеволоду Ярославичу, написанное от лица императора Михаила Дуки (1072-1077) его секретарём, знаменитым учёным своего времени, Михаилом Пселлом, с целью сватовства за брата императора дочери Всеволода. Одним из аргументов к теснейшему союзу двух дворов служит здесь следующий: „Духовные книги и достоверные истории научают меня, что наши государства оба имеют один некий источник и корень, и что одно и то же спасительное слово распространено в обоих, одни и те же самовидцы божественного таинства и его вестники провозгласили в них слово Евангелия“.
В VIII—IX веках монах Епифаний составляет рассказ об апостоле Андрее. В этом рассказе упоминается о «железном жезле с изображением животворящего креста, на который апостол всегда опирался». Неподалёку от Никеи в Вифинии «блаженный ап. Андрей, низвергнув гнусную статую Артемиды, поставил там животворящее изображение спасительного Креста». Далее к востоку, в Пафлагонии «он избрал место молитвы, удобное для устроения жертвенника, и освятил его, воздвигнув знамение животворящего креста». Из этого рассказа, отмечает А. В. Карташёв, ведут своё начало крест и жезл, фигурирующие в двух версиях русского сказания.

#### Предание об Андрее Первозванном на Руси
Предание о жребии апостолов было известно на Руси с момента появления здесь христианства. В 1051 году о нём пишет киевский митрополит Иларион в «Слове о законе и благодати». Также предание было внесено в «Изборник Святослава 1076 года». Но в них предание о жребии апостолов не связывается с крещением Руси. Так, митрополит Иларион писал: «Хвалит же хвалебным гласом римская страна Петра и Павла… Асия и Эфес, и Патмос — Иоанна Богослова. Индия — Фому, Египет — Марка… Похвалим же и мы… великое и дивное сотворившего, нашего учителя и наставника, великого князя земли нашей Владимира…». Более того, первый список «Повести временных лет» — так называемый Древнейший свод 1039 года, а также Начальный свод 1095 года и «Чтение о Борисе и Глебе» Нестора Летописца прямо заявляют, что на Русь апостолы «не ходили» и что они в наших землях «не быша».
Но уже с 1116 года сын Всеволода Ярославича, Владимир Мономах, приказал игумену Выдубицкого монастыря Сильвестру внести в «Повесть временных лет» в Лаврентьевской летописи русский вариант предания об апостольской миссии Андрея Первозванного. Так с того времени рассказ о посещении апостолом земли русской непременно включается во все последующие летописные списки.

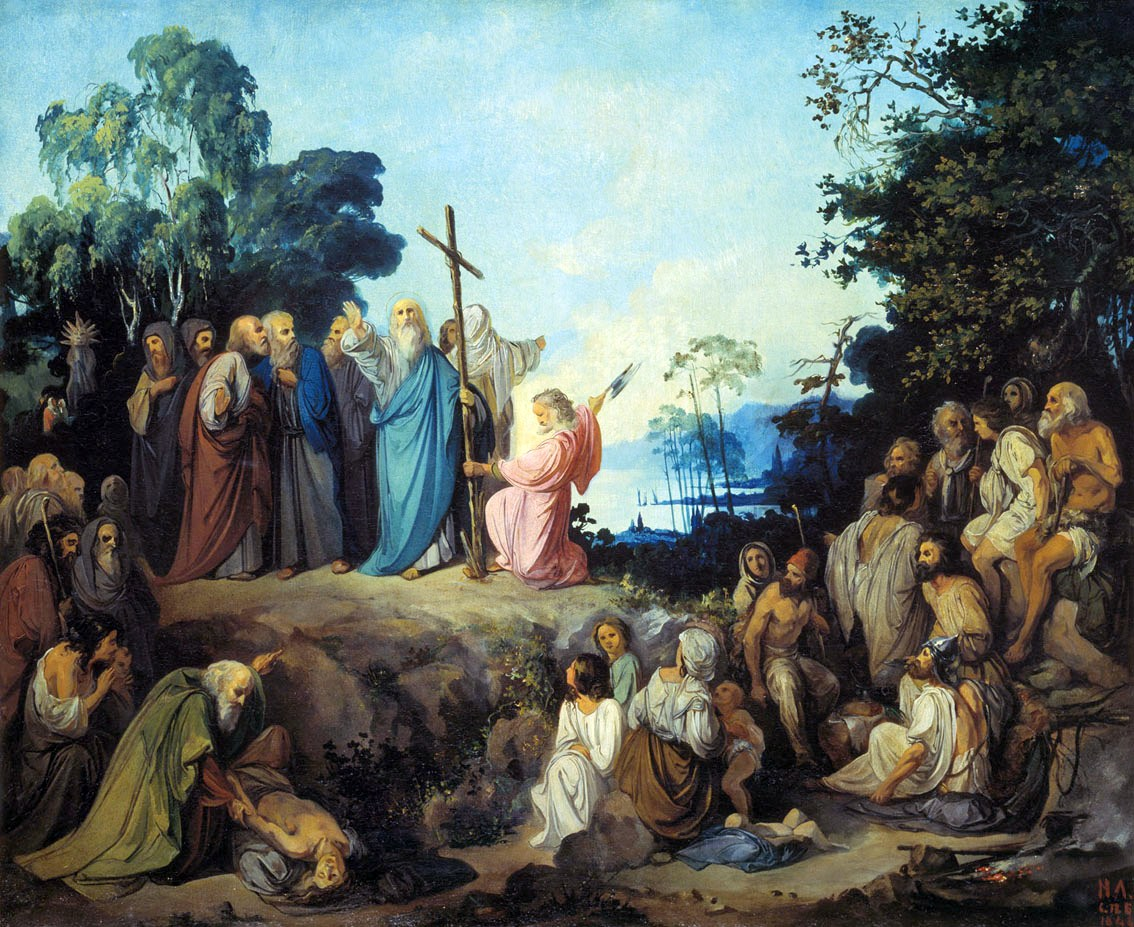
Николай Ломтев. Апостол Андрей Первозванный водружает крест на горах Киевских

Так появился рассказ о путешествии апостола Андрея из Крыма в Рим через Ладогу. Согласно этой версии о служении апостола в Причерноморье: «А Днепр втечет в Понетьское море жерелом; еже море словет Руское, по немуже учил святый Оньдрей, брат Петров» (Стлб. 7), — далее рассказывает о том, что по прибытии в Корсунь Андрей узнал, что неподалёку находится устье Днепра, и, решив отправиться в Рим, поднялся вверх по Днепру. Остановившись на ночлег на холмах, на которых впоследствии был построен Киев, апостол, по утверждению летописца, сказал бывшим с ним ученикам:
Видите ли горы сия? Яко на сих горах возсияет благодать Божия, имать град великий быти и церкви многи Бог въздвигнути имать.
По преданию апостол поднялся на горы, благословил их и водрузил крест. Из Киева апостол прибыл в Новгород, где удивлялся тому, что местные жители любят, моясь в банях, бить себя «молодыми прутьями», обливаться «квасомъ оусниянымь» (видимо, сывороткой, употребляемой и доныне при обработке кож, а может и щёлоком) и студёною водой, «тако ожиуть. И то творять по вся дни, не мучими никимже, но сами ся мучать, и то творять мовенье собе, а не мученье». Рассказ ученикам Иисуса в Риме ограничился только банями, и римские слушатели сильно удивлялись: «слышаще, дивляхуся. Ондреи же бывъ в Риме, приде в Синофию».
В древнейших списках и вариантах этого предания нет никаких упоминаний об успехах проповеди Андрея Первозванного. В связи с этим профессор Московской духовной академии Е. Е. Голубинский иронизировал: неужели апостол приходил в наши земли только для того, чтобы увидеть русские обычаи пользования банями.
Профессор А. В. Карташёв, учитывая общеизвестное пренебрежение летописцев к быту, даёт такое, так сказать, житейское объяснение летописного предания:
У русского автора-южанина в рассказе о новгородских банях очевидно была и определённая, не особенно высокая цель. Так прекрасно возвеличив свой родной Киев, он, по русскому обычаю — трунить над всяким, кто не нашей деревни, решил выставить новгородцев пред апостолами в самом смешном виде. Новгородцы так это и поняли, потому что, в ответ на киевскую редакцию повести, они создали свою собственную, в которой, не отвергая прославления Киева и умалчивая совершенно о банях, уверяют, что ап. Андрей «во пределы великого сего Новаграда отходит вниз по Волхову и ту жезл свой погрузи мало в землю и оттоле место оно прозвася Грузино… Чудотворный жезл этот „из дерева незнаемого“ хранился, по свидетельству жития св. Михаила Клопского, в его время (1537 год) в Андреевской церкви села Грузина».
А. М. Панченко же считал, что поскольку киевская часть предания «не имеет никаких сюжетных следствий, а новгородская имеет, притом незамедлительные (удивление апостола и удивление римлян) <…> ядро предания было новгородским».
Различные средневековые источники сообщают о дальнейшем пути святого Андрея в Новгород, где он воздвигнул крест около нынешнего села Грузино на берегу Волхова, к Ладожскому озеру и далее до острова Валаам, где он будто бы установил каменный крест и истребил капища богов Велеса и Перуна, обратив в христианство языческих жрецов.

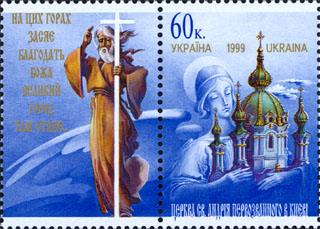
«Церковь Святого Андрея Первозванного в Киеве», почтовый блок Украины, 1999

Факт пребывания апостола Андрея на территории будущей Руси ставили под сомнения даже некоторые православные церковные историки. Среди них: митрополит Платон (Левшин), архиепископ Филарет (Гумилевский), академик, профессор МДА Е. Е. Голубинский, А. В. Карташёв и другие. Известный старец псковского Елеазарова монастыря Филофей (ок. 1465—1542) писал о русской земле:
сё есть пустыня, понеже святые веры пусти беша, и иже божественнии апостоли в них не проповедаша, но последи всех просветися на них благодать Божия.
В одном сборнике XVI века читаем:
а не бывшу никоторому апостолу в русской земли, но поистине русскому языку милость Божия открыся.
Преподобный Иосиф Волоцкий (1440—1515) в своём «Просветителе» ставил даже вопрос: почему ап. Андрей не проповедовал христианства в русской земле? и отвечал так:
возбранен бысть от Св. Духа. Его же судьбы бездна многа и сего ради суть сиа несказанна.
Однако в церковной среде широко распространено и другое мнение. Некоторые историки церкви склонны считать предание об апостоле Андрее правдивым. Так, историк церкви, митрополит Макарий (Булгаков) (1816—1882) замечает по этому поводу:
Предание о благовестии святого апостола Андрея даже во внутреннейших областях нашего отечества не заключает в себе ничего невероятного, и нет основания отвергать его безусловно или принимать за одну идею.
Версия «Сказания о хождении апостола Андрея на Русь», в которой есть слова о пути «в варяги» по Двине, возникла не ранее второй половины XIII века, так как в другом проваряжском «Сказании о святой чудотворной церкви Печерской Киевской, каменной, Успения Пресвятой Богородицы» начала XIII века, приписываемом одному из авторов Киево-Печерского патерика владимирскому епископу Симону, легенды о призвании варяжских князей и происхождении русской княжеской династии от варягов нет. Варяжский редактор второй половины XIII века, отправивший апостола в путь «из варяг в греки», не ставил перед собой задачу описать какой-то торговый путь, а хотел освятить родные ему земли апостольским присутствием.
А. Л. Никитин считает, что автором дунайской версии «Сказания об Андрее Первозванном», отправившим Андрея из Херсонеса Фракийского (Галлипольский полуостров) в путешествие по Дунаю, мог быть Наум Охридский. Из предания о путешествии апостола Андрея по Дунаю автор «Повести временных лет», не знакомый с нижним течением Днепра, добросовестно переписал географические особенности устья Дуная: «Днепр втечет в Понтеское море треми жерелы, иже море слывет Руское, по нему же учил апостол Андрей, брат Петров».

#### Мученичество за веру

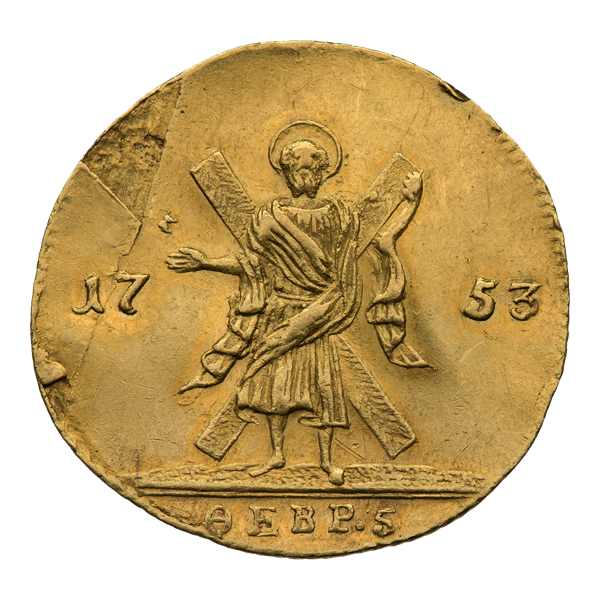
Андреевский червонец (1753)

Косой крест (лат. crux decussata), на котором апостол Андрей принял мученическую кончину в Патрах, называется Андреевским крестом. Распятие считается совершившимся около 67 года. Недалеко от места распятия святого апостола воздвигнут величественный собор Андрея Первозванного, самый большой в Греции. На предполагаемом месте распятия, недалеко от старого храма святого Андрея, находится источник.

## Воскрешение мёртвых

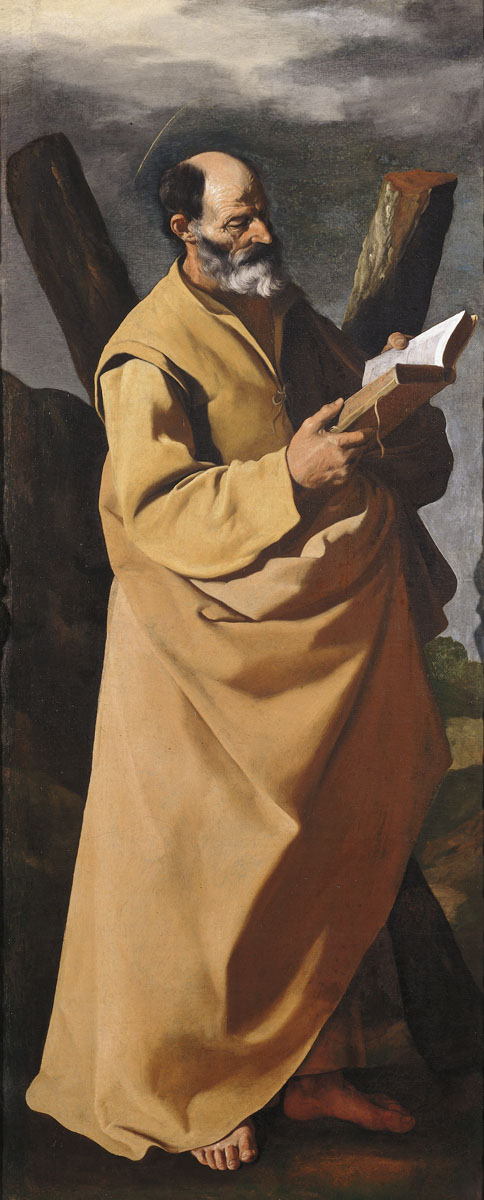
Франсиско де Сурбаран. Святой Андрей, 1630—1632 годы

Житие апостола повествует о нескольких случаях воскрешения им усопших:
- В городе Амасии апостол Андрей воскресил мальчика по имени Египтий, умершего от лихорадки, по просьбе отца мальчика Деметрия.
- В Никомидии во время погребального шествия апостол воскресил мальчика, погибшего от того, что его тело было разорвано семью собаками.
- В Фессалониках по просьбе одного из жителей города апостол публично воскресил мальчика, который умер от удушения.
- Разгневанный проповедями апостола Андрея проконсул провинции Македония (город Фессалоники) Вирин послал воинов, чтобы они силой привели апостола к нему. Один из воинов упал замертво, как только выхватил меч, после чего апостол молитвой воскресил его. Проконсул Вирин приказал подвергнуть пыткам апостола на стадионе, выпустив на арену по очереди вепря, быка и леопарда. Но звери не тронули апостола, в то время как леопард набросился на сына проконсула и удавил его. После долгой молитвы апостол воскресил сына Вирина.
- В Фессалониках апостол воскресил также маленького мальчика, умершего от укуса змеи.
- В городе Патрах провинции Ахея апостол Андрей проповедовал в доме проконсула Лисбия. Трофима, бывшая наложница проконсула, последовала учению апостола и ушла от своего мужа. Муж Трофимы пришёл к жене проконсула Калисте и оклеветал свою жену, обвинив её в возобновлении связи с проконсулом. По приказу Калисты Трофиму насильно поместили в дом терпимости для надругательства, но Трофима так сильно молилась, что все мужчины, пытавшиеся к ней прикоснуться, погибали, после чего одного из них она воскресила. Жена проконсула отправилась в баню со своим любовником, где они оба скончались. По просьбе кормилицы Калисты апостол Андрей воскресил умершую, после чего Лисбий и его жена уверовали во Христа. Имя проконсула Лисбий или Лесбий — вымышленное, происходит от названия острова Лесбос.
- В Патрах во время проповеди апостола Андрея волной на берег выбросило утопленника, которого апостол воскресил своей молитвой. Это был Филопатор, сын Сострата, жителя Македонии, который плыл на корабле в Патры с целью ознакомиться с новым учением, но его унесло волной с корабля во время бури. Филопатор обратился с просьбой к апостолу воскресить его друзей и слуг, также унесённых с корабля в море. Когда апостол Андрей помолился, то на берег волной вынесло ещё 39 человек, и толпа, окружавшая апостола, обратилась к нему с просьбой об их воскрешении. Апостол попросил сложить тела в одно место и своей молитвой воскресил всех погибших.
- В городе Синопе апостол Андрей по просьбе женщины воскресил её мужа, найденного в яме убитым.
- В городе Сосангети (ныне Ацкури, современная Грузия) по молитве апостола воскрес умерший сын женщины по имени Самдзивари (Сампсуара, греч. Σαμφουαρα), и это чудо подвигло жителей города принять Святое крещение[51].

## Святыни

### Мощи
После казни Андрея его мощи находились на месте его захоронения в Патрах. При императоре Констанции II мощи апостола Андрея (кроме главы) были перенесены из Патр в Константинополь и положены 3 марта 357 года в присутствии императора и архиепископа Константинополя Македония I в храме Святых Апостолов рядом с мощами святого евангелиста Луки и апостола от семидесяти Тимофея.
Согласно западному преданию, в IV веке часть мощей апостола Андрея были перевезены из Патр в Шотландию монахом Регулом и помещены в городе Килримонте. Однако по мнению западных ученых, они могли быть перенесены в Шотландию лишь в VIII веке при епископе Акке. В 1559 году собор, в котором находились мощи апостола Андрея в городе Сент-Андрус (до XII века Килримонт), был разрушен сторонниками Реформации, а мощи апостола, находящиеся в нём, были уничтожены.
В 1208 году, после взятия Константинополя крестоносцами, кардинал Петр Капуанский увёз мощи апостола Андрея в город Амальфи в Италию, где они находятся в настоящее время в соборе Святого Андрея.
Глава и крест апостола Андрея на протяжении многих веков оставались в Патрах. В 1462 году морейский деспот Фома Палеолог увёз главу и крест апостола из Патр, который был захвачен турками, и передал на хранение римскому папе Пию II, который поместил их в соборе Святого Петра. Часть главы была положена вместе с мощами апостола в Амальфи. В 1964 году римский папа Павел VI принял решение о передаче главы апостола и частиц андреевского креста Элладской православной церкви. 26 сентября 1964 года папская процессия во главе с кардиналом Августином Беа вынесла главу святого апостола из собора Святого Петра в Риме и передала её митрополиту Патр Константину (Платису). В настоящее время в правом приделе собора Андрея Первозванного в Патрах, на престоле, находится под беломраморной сенью в серебряном ковчеге глава апостола Андрея, за престолом располагается большой андреевский крест-реликварий, хранящий частицы креста, на котором он был распят.
В старом храме апостола Андрея, находящемся рядом с собором Андрея Первозванного, имеется часть перста апостола Андрея, помещенная в мощевик, расположенный на мраморной гробнице, которая была подарена Патрам в 1847 году дворянином Андреем Муравьевым, получившим её на горе Афон.
На горе Афон в Великой лавре Святого Афанасия находится правая рука апостола, в Андреевском скиту монастыря Ватопед — лобная часть главы, в Ильинском скиту монастыря Пантократор — левая стопа апостола. Стопа была приобретена в 1806 году за 1100 рублей ассигнациями в Кизической епархии у иеромонаха Дионисия, который ушёл с этими мощами из монастыря святой Марины, ограбленного турками.
В женском монастыре апостола Андрея Первозванного, находящемся в селении Ператата (греч. Περατάτα Κεφαλλονιάς) на острове Кефалиния в Греции, находится правая стопа апостола Андрея, которая была преданы монастырю в 1639 году княжной Роксаной (греч. Ρωξάνη), в монашестве Ромила (греч. Ρομίλα, Ρωμυλία), которая была дочерью протоспафария Зота Цигара (рум. Zota Tzigara).
В женском монастыре святого Николая «Галатаки» на острове Эвбея в Греции находится часть правой руки апостола Андрея. Также часть правой руки апостола Андрея находится в Богоявленском соборе в Москве.
В левой стене левого придела собора Светицховели в городе Мцхета в Грузии находится ниша, где находится деревянная модель левой ступни человека, а в неё вставлена частица мощей апостола Андрея.
Частица мощей апостола Андрея, вместе со многими другими святынями, вложена в воздвизальный крест из Новгородского Николо-Вяжищского монастыря, который был изготовлен новгородскими мастерами по заказу игумена Никифора в 1553 году. Он был принесён в Москву Михаилом Фёдоровичем перед венчанием на царство в 1613 году и хранился в Благовещенском соборе Московского Кремля.
На Виленском кресте Троицкого монастыря города Муром Владимирской области есть надпись о содержащихся в нём 35 реликвиях, в том числе частице мощей Андрея Первозванного. В 1657 году сын боярский арзамаский Василий Сергеевич Микулин взял этот крест как военный трофей в литовском городе Вильне (ныне Вильнюс).
В 1703 году царь Пётр I при закладке Петропавловской крепости Санкт-Петербурга поместил в её основание золотой ковчежец с частицей мощей апостола Андрея.
В Андреевском монастыре в коммуне Йон-Корвин жудеца Констанца в Румынии находится Пещера святого Андрея, где, по народному преданию, жил апостол Андрей. В монастыре находится частица пальца апостола, переданная из Трифилийской и Олимпийской митрополии Элладской православной церкви. 
22 сентября 2015 года митрополит Патрский Хризостом (Склифас) передал частицу мощей святого апостола Андрея Первозванного в дар Краснознамённому Черноморскому флоту России, которая находится в гарнизонном храме Архистратига Михаила в Севастополе.
В реликварии 977—993 годов в Трирском соборе хранится ремешок от сандалии апостола Андрея.
Галерея реликвариев

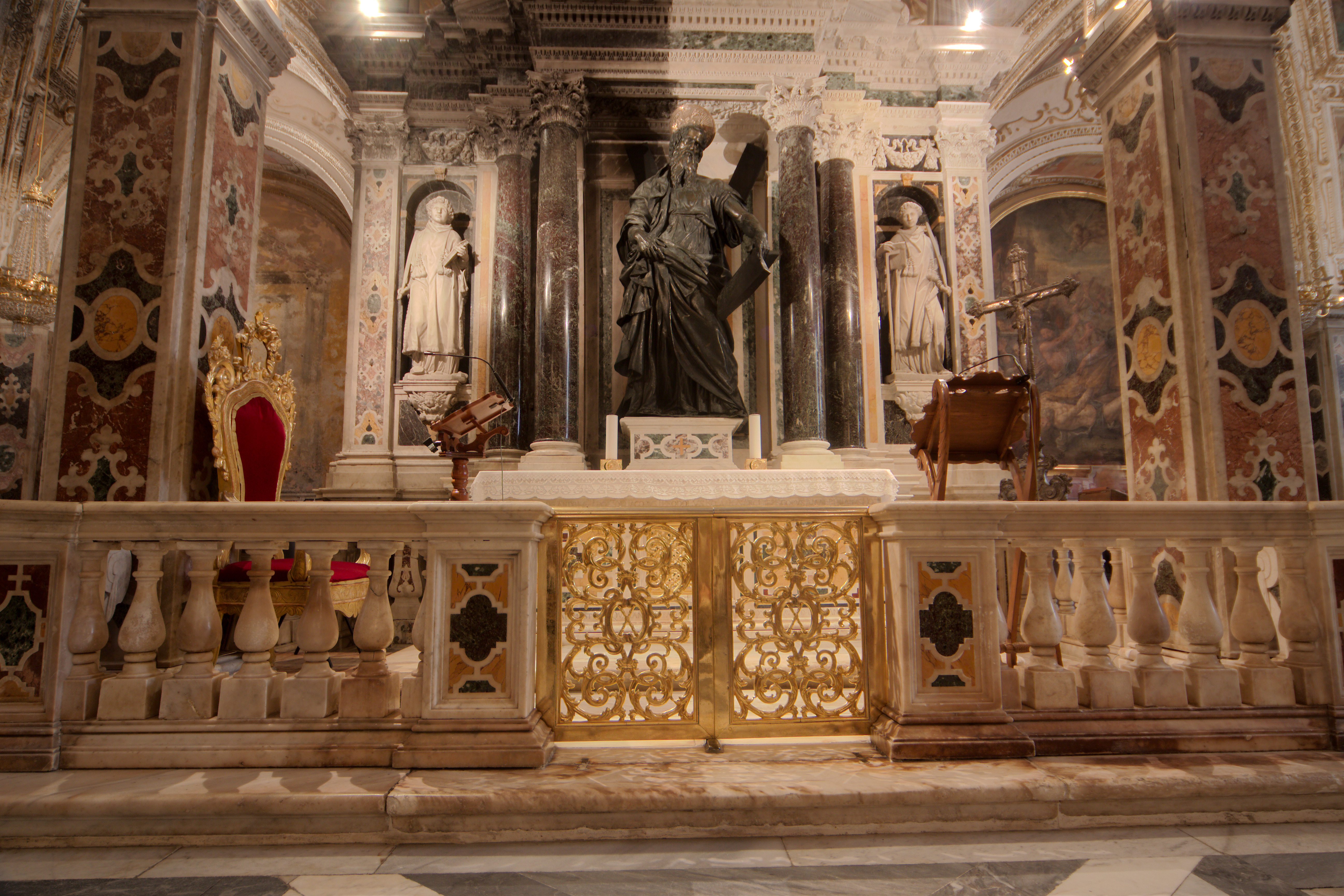
Крипта собора Святого Андрея в городе Амальфи, Италия
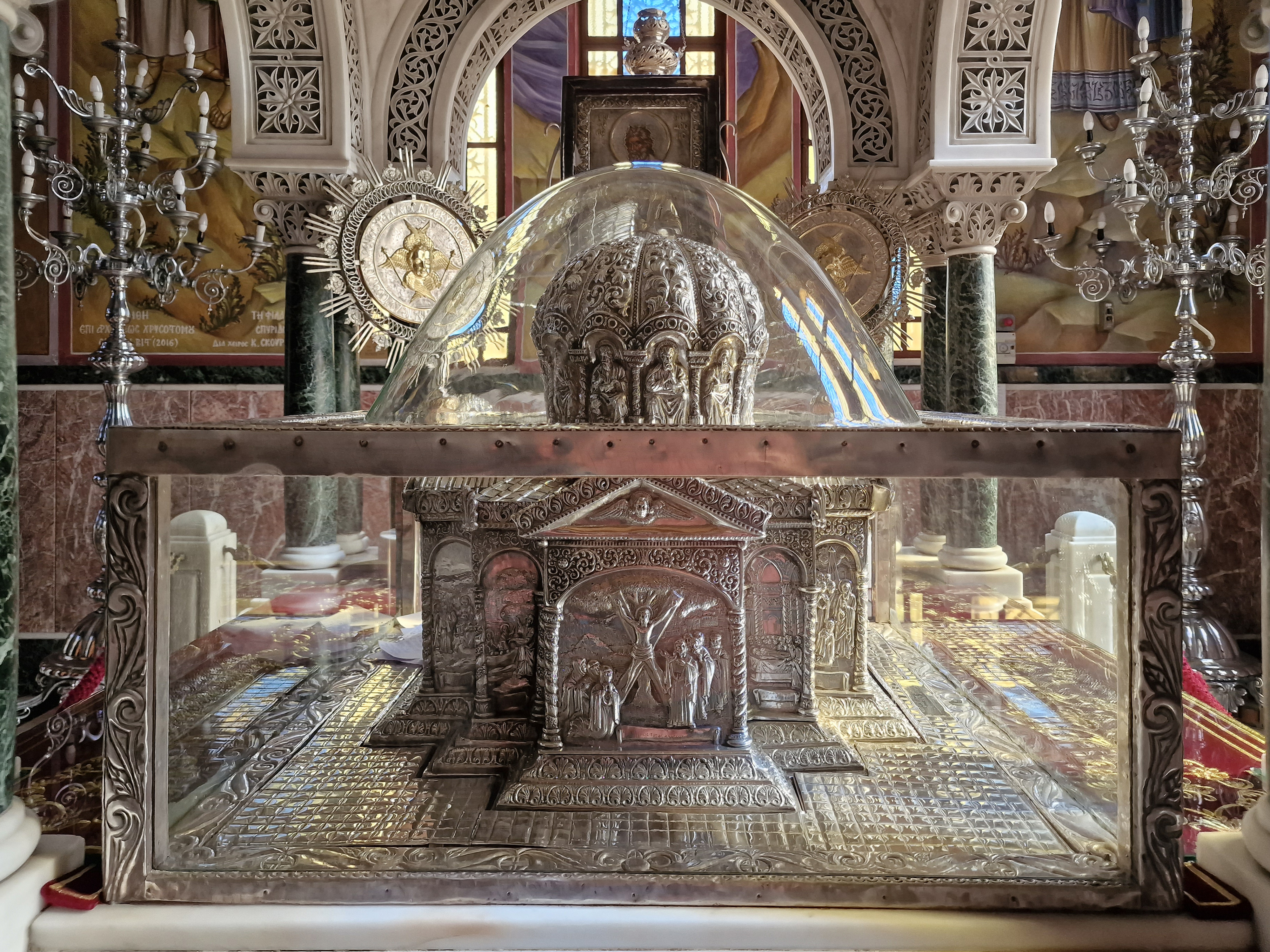
Ковчег с главой апостола находится под сенью из белого мрамора в соборе Андрея Первозванного в городе Патры, Греция
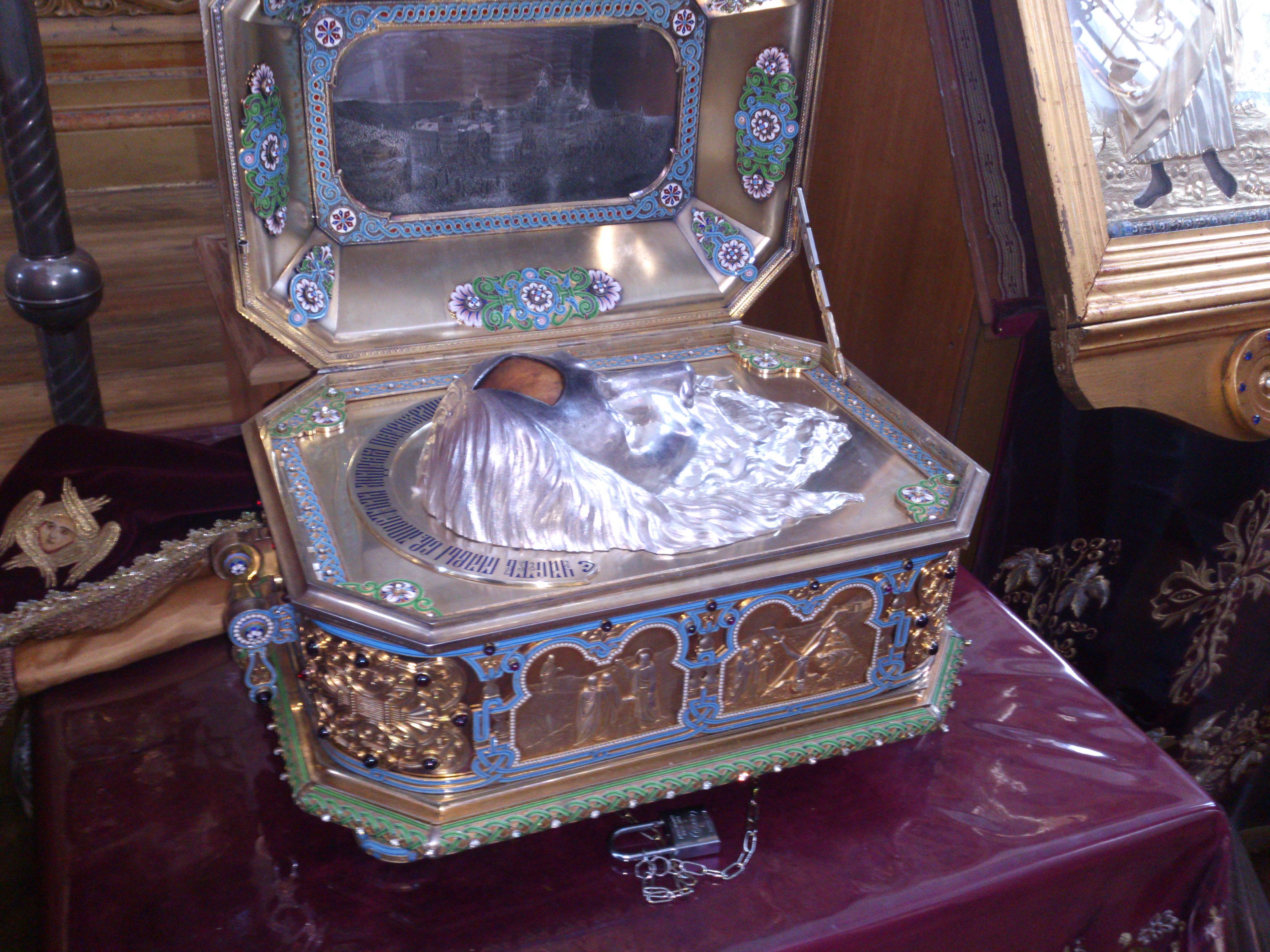
Ковчег с лобной частью главы в Андреевском скиту монастыря Ватопед на горе Афон, Греция
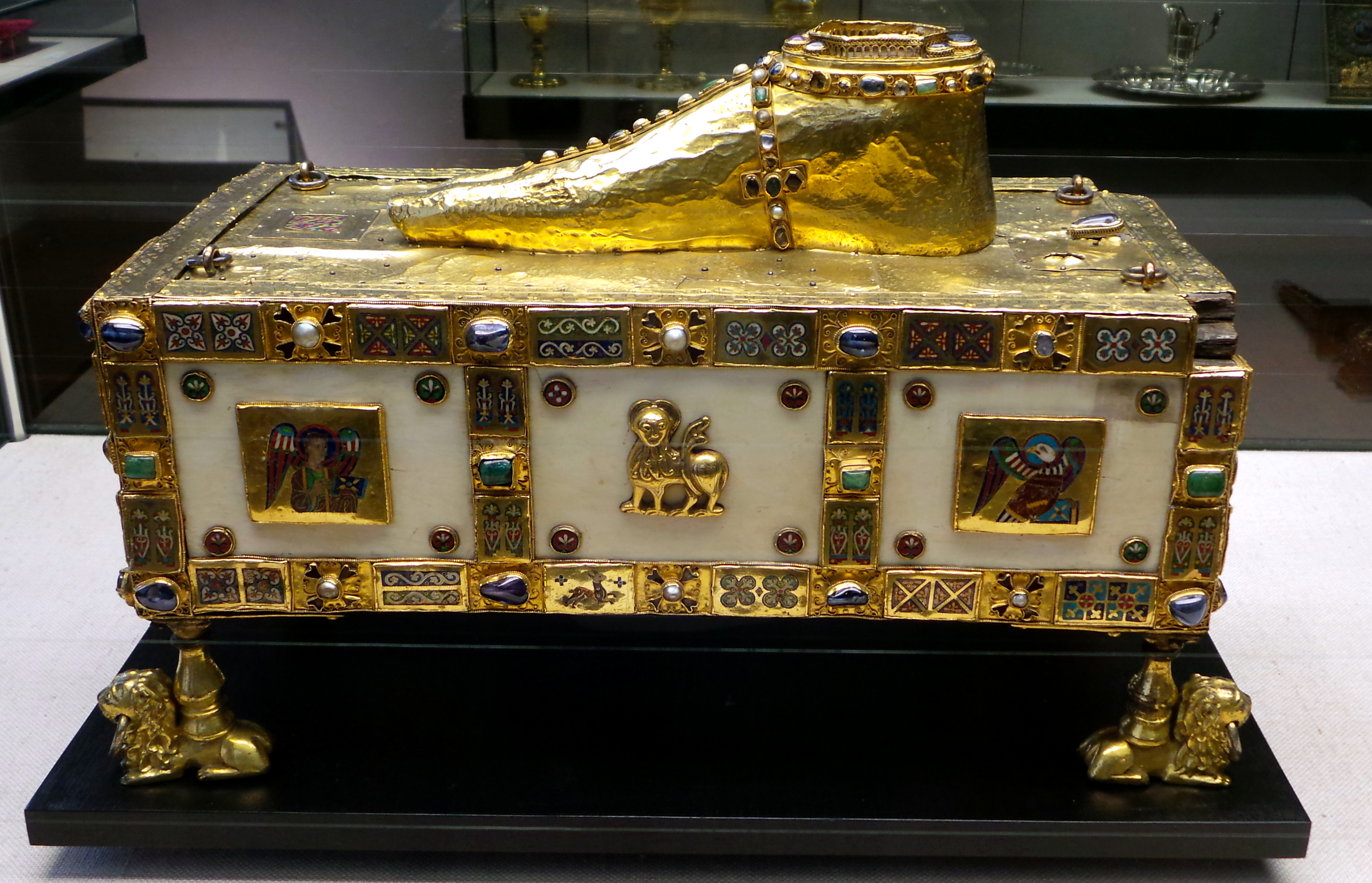
Реликварий X века, хранящий ремешок от сандалии святого Андрея в Трирском соборе, Германия

### Крест

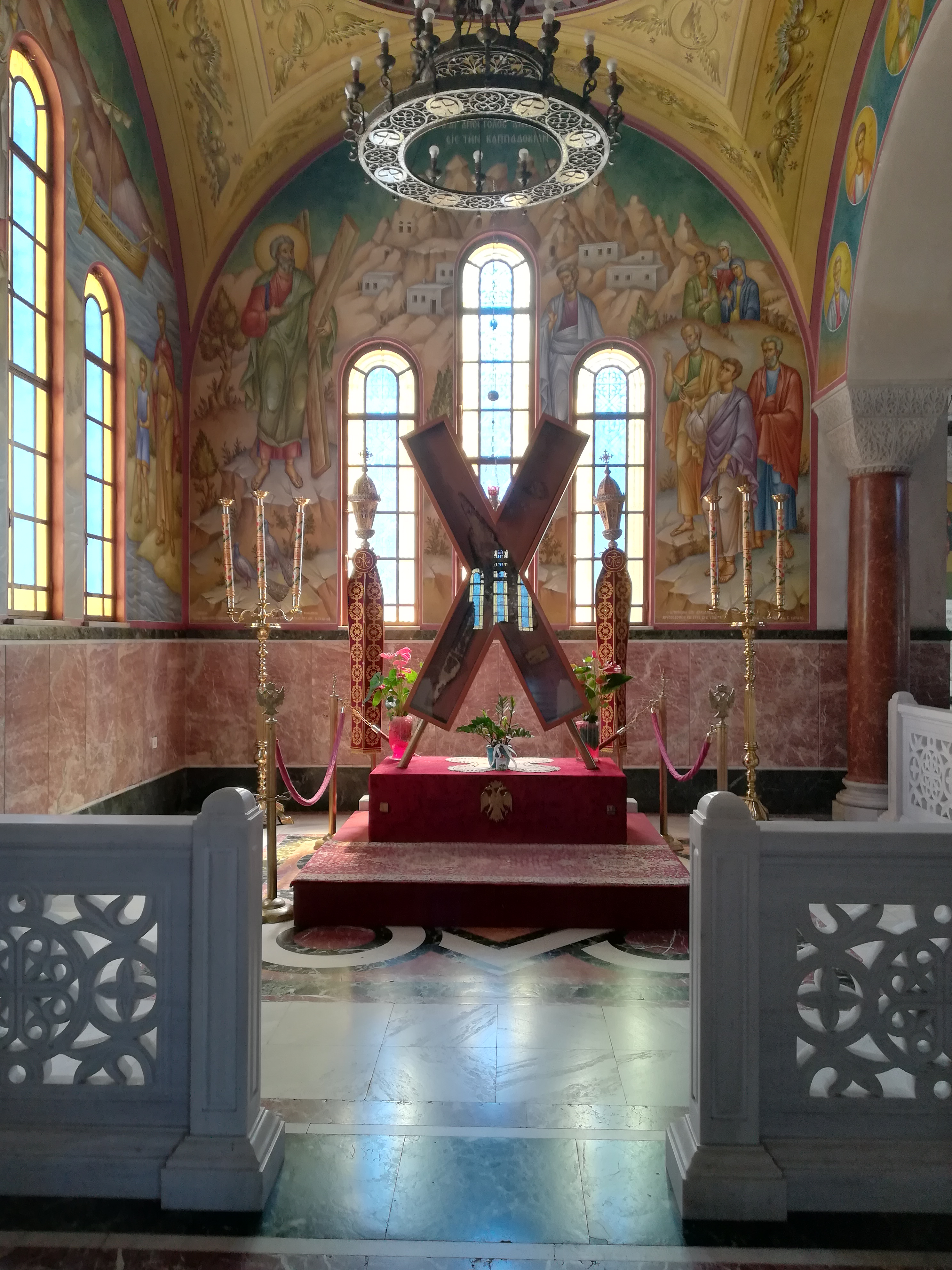
Части креста вставлены в косой крест в соборе Андрея Первозванного в городе Патры, Греция

Крест апостола Андрея находился в Патрах со дня распятия апостола около 67 года до XIII века, когда крест был перенесён на Запад. Согласно архивным данным герцога Бургундского, крест был перенесен в монастырь Веом около Массалии (совр. Марсель), откуда около 1250 года был доставлен в монастырь Святого Виктора, находящийся в том же городе. Во время Французской революции 1789 года крест был брошен революционерами в огонь для уничтожения, но рискуя жизнью, один католический священник изъял из пламени его большие части. Спасенные части креста были обнаружены в подземной крипте монастыря Святого Виктора. 
В 1980 году служивший в Галльской митрополии священник Панагиотис Симигиатос, происходивший из города Патры, посетил место, где хранились части креста апостола Андрея, а затем доложил митрополиту Патрскому Никодиму (Валиндрасу) о возможных действиях совместно с Римско-католической церковью по возвращению креста апостола Андрея в Патры. 19 января 1980 года крест был перенесён в Патры. Крест находится в специальном кивоте в соборе Андрея Первозванного в Патрах. 
После обнаружения креста в Массалии, учеными были проведены специальные научные исследования, которые показали, что крест принадлежит к той эпохе, в которую был распят святой Андрей и изготовлен из оливкового дерева, выросшей в Ахаии.
Крест имеет Х-образную форму, в высоту достигает 2,7 метров, в ширину 1,2 метра, а вес равен 160 килограммам.

## Почитание
Апостол Андрей почитается основателем Константинопольской православной церкви.
Сказание о путешествии Андрея Первозванного через Крым привело к почитанию его материальных следов. До 1917 года около храма Святого Иоанна Предтечи в Керчи почитался камень с отпечатком стопы апостола Андрея. В революционные годы камень исчез, и дальнейшая его судьба не известна. В 2012 году на территории музея-заповедника Херсонес были обнаружены вдавленные в камень следы человеческих ног. Представители Севастопольского благочиния Крымской епархии Украинской православной церкви Московского патриархата предполагают, что это следы ног святого апостола Андрея Первозванного. Согласно церковным источникам и «Степенной книге», написанной в XVI веке, ступни апостола Андрея отпечатались на камне у берега моря, когда он беседовал с людьми об учении Иисуса Христа.

Знак ордена Святого апостола Андрея Первозванного с мечами

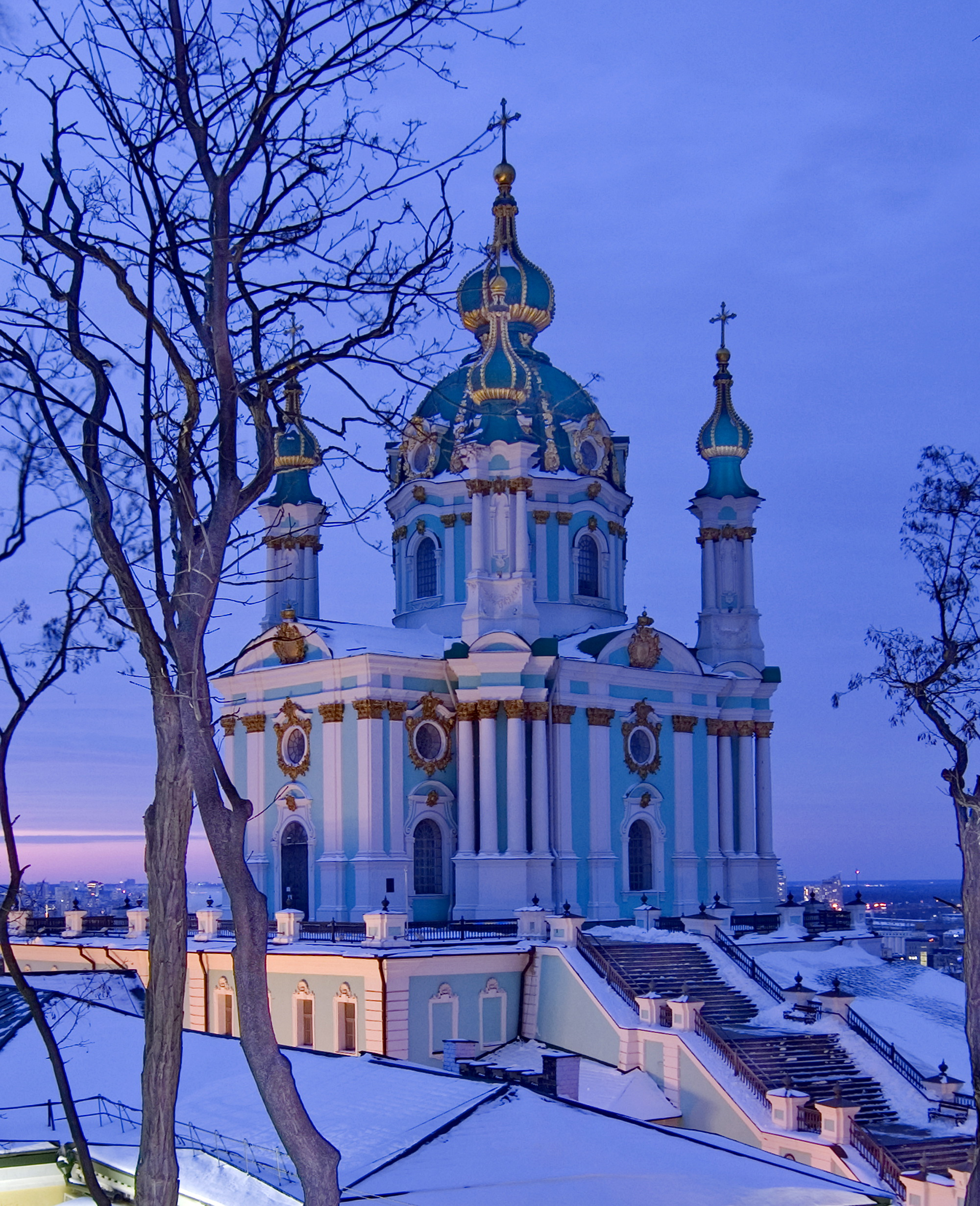
Андреевская церковь в Киеве, архитектор Бартоломео Растрелли

В 1086 году сын Ярослава Мудрого Всеволод Ярославич основал в Киеве храм во имя апостола Андрея. В 1089 году Переяславский митрополит Ефрем освятил каменный собор во имя Андрея Первозванного, в конце XI века в Новгороде был построен храм в его имя. В это же время память Андрея Первозванного была внесена во все виды русских календарей.
В конце XIII века изображение андреевского креста появилось на шотландских печатях, в частности, в 1286 году оно присутствовало на печати шотландских гвардейцев. В 1385 году шотландский парламент постановил, что белый косой крест, получивший в шотландской геральдике название «салтир» (англ. Saltire), должен изображаться на броне всех воинов, как спереди, так и сзади. Первое упоминание об использовании салтира в качестве флага Королевства Шотландия содержится в книге «Vienna Book of Hours», изданной около 1503 года, при этом белый крест располагался на красном фоне. Первая достоверная иллюстрация сине-белого флага присутствует в Реестре шотландских войск Дэвида Линдсея (ок. 1542 года). Флаг Шотландии является частью флага Великобритании. Флаг Новой Шотландии, утверждённый в 1929 году, представляет косой синий крест на белом полотнище, а в центре — герб Шотландии.
В 1698 году российским царём Петром I была учреждена первая (и затем остававшаяся высшей) награда России — Орден Святого апостола Андрея Первозванного. Позднее он учредил флаг русского флота — Андреевский, поместив на морской флаг изображение креста апостола Андрея (две синие полосы, пересекающихся по диагонали, на белом фоне). В 1998 году орден был возрождён в России.
В XVII веке картины с изображением святого Андрея создавались многими великими живописцами, в том числе Бартоломе Эстебан Мурильо, Эль Греко, Франсиско де Сурбараном.
26 декабря 1906 года в английском Бирмингеме был открыт футбольный стадион «Сент-Эндрюс», названный в честь святого Андрея.
Апостол Андрей — святой покровитель России, Шотландии и Греции.
В преддверии 70-летия со дня образования Новосибирской области с 15 по 31 августа 2008 года работал благотворительный духовный медико-просветительский православный корабль-церковь «Андрей Первозванный».
Рейд корабля-церкви был организован Новосибирской епархией Русской Православной церкви и областной администрацией. Главная цель миссии — оказание духовно-социальной и материальной помощи жителям отдалённых сёл. В ходе своей поездки представители социальной защиты, медицинские работники, священнослужители посетили более 25 отдалённых сёл Болотнинского, Колыванского, Мошковского и Новосибирского районов.
В Православной церкви память апостола Андрея совершается 30 ноября (13 декабря) и в Соборе двенадцати апостолов 30 июня (13 июля), в Католической церкви — 30 ноября.

### В «Золотой легенде»
«Золотая легенда» также сообщает об одном из чудес апостола, о котором нет упоминания в «Четьи-Минеях», но которым можно объяснить почитание апостола как покровителя мореходов. Согласно легенде, однажды Андрей воскресил сорок мужей, направлявшихся к нему, чтобы получить учение о вере, но утонувших из-за шторма, вызванного дьяволом. Поэтому в гимне апостолу поётся: «Он вернул к жизни четверых юношей, утонувших в морских волнах». В другом случае, описанном в «Золотой легенде», апостолу удалось молитвой успокоить бушующее море.

### Населённые пункты
|                                  |                |           |  |  | Населённые пункты, названные в честь апостола Андрея \| Название \| Страна \| Регион \| \| -------------------------------- \| -------------- \| --------- \| \| Сант-Андреа-Апостоло-делло-Йонио \| Италия \| Калабрия \| \| Сент-Андрус \| Великобритания \| Шотландия \| \| Сентендре \| Венгрия \| Пешт \| |
| Название                         | Страна         | Регион    |  |  | |
| Сант-Андреа-Апостоло-делло-Йонио | Италия         | Калабрия  |  |  | |
| Сент-Андрус                      | Великобритания | Шотландия |  |  | |
| Сентендре                        | Венгрия        | Пешт      |  |  | |

### Памятники
- Памятник Андрею Первозванному (Москва).
- Памятник Андрею Первозванному (Батайск). Открыт 27 сентября 2003 года[80], скульптор С. Исаков.
- Памятник Андрею Первозванному (Севастополь, Украина).
- Памятник Андрею Первозванному (Харьков, 2013 год).
- Памятник Андрею Первозванному (Донецк[81], Украина).
- Памятник Андрею Первозванному (Феодосия).
- Памятный знак «Дорога Грузии ― дорога просвещения святого Андрея Первозванного» (Сарпи, Хелвачаурский муниципалитет, Аджарская Автономная Республика, Грузия, открыт 1 июля 2008 года). На открытии присутствовали президент Грузии Михаил Николаевич Саакашвили и президент Украины Виктор Андреевич Ющенко[82][83].
- Памятник Андрею Первозванному (Геленджик, 2014 год).
- Памятник Андрею Первозванному (Почаевская лавра, Украина).
- Памятник Андрею Первозванному (Михайловский Златоверхий монастырь, Украина).
- Памятник Андрею Первозванному (Киев).
- Памятник Андрею Первозванному (Рошаль).

Галерея памятников

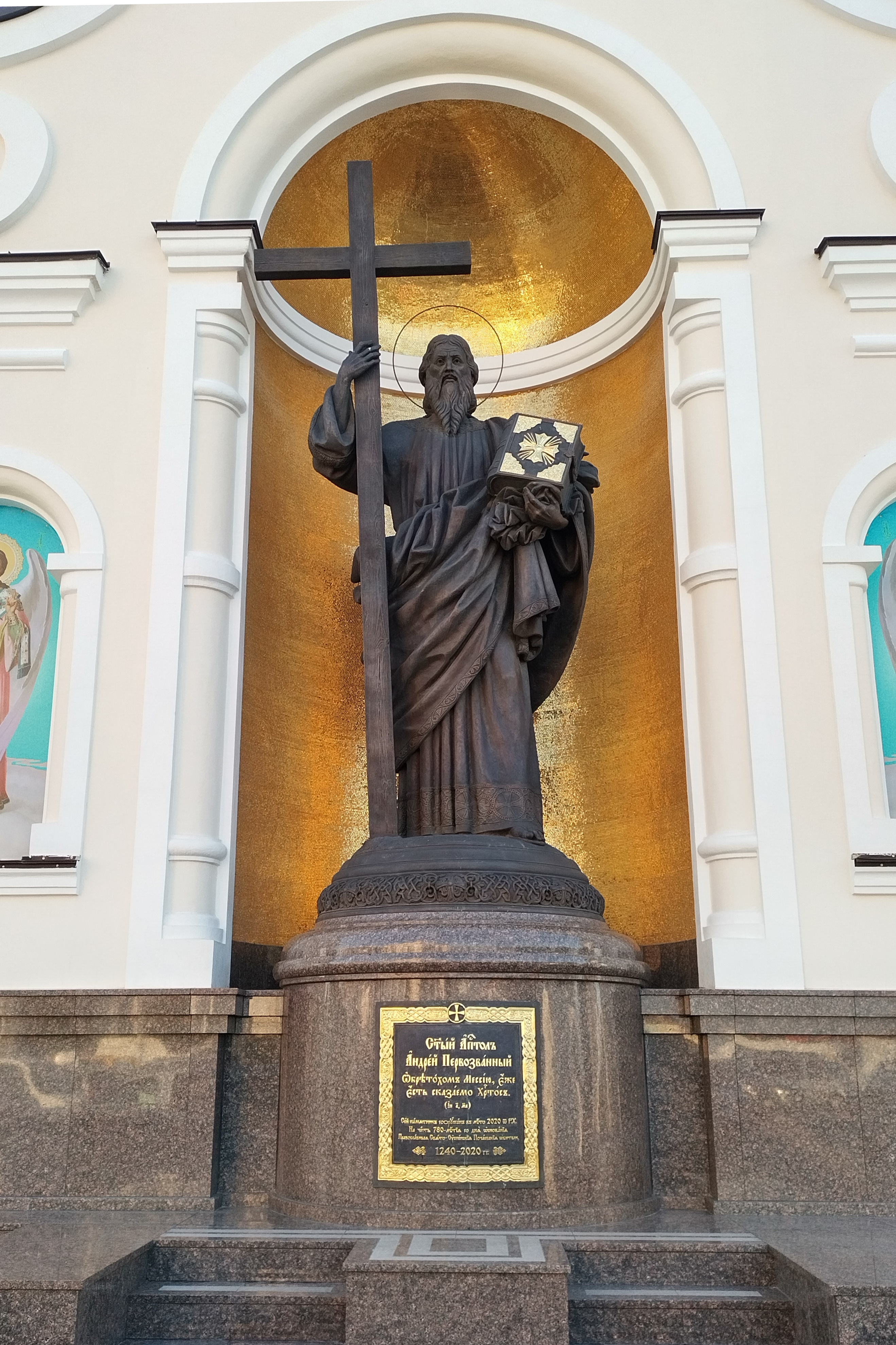
Памятник Апостолу Андрею на территории Почаевской лавры
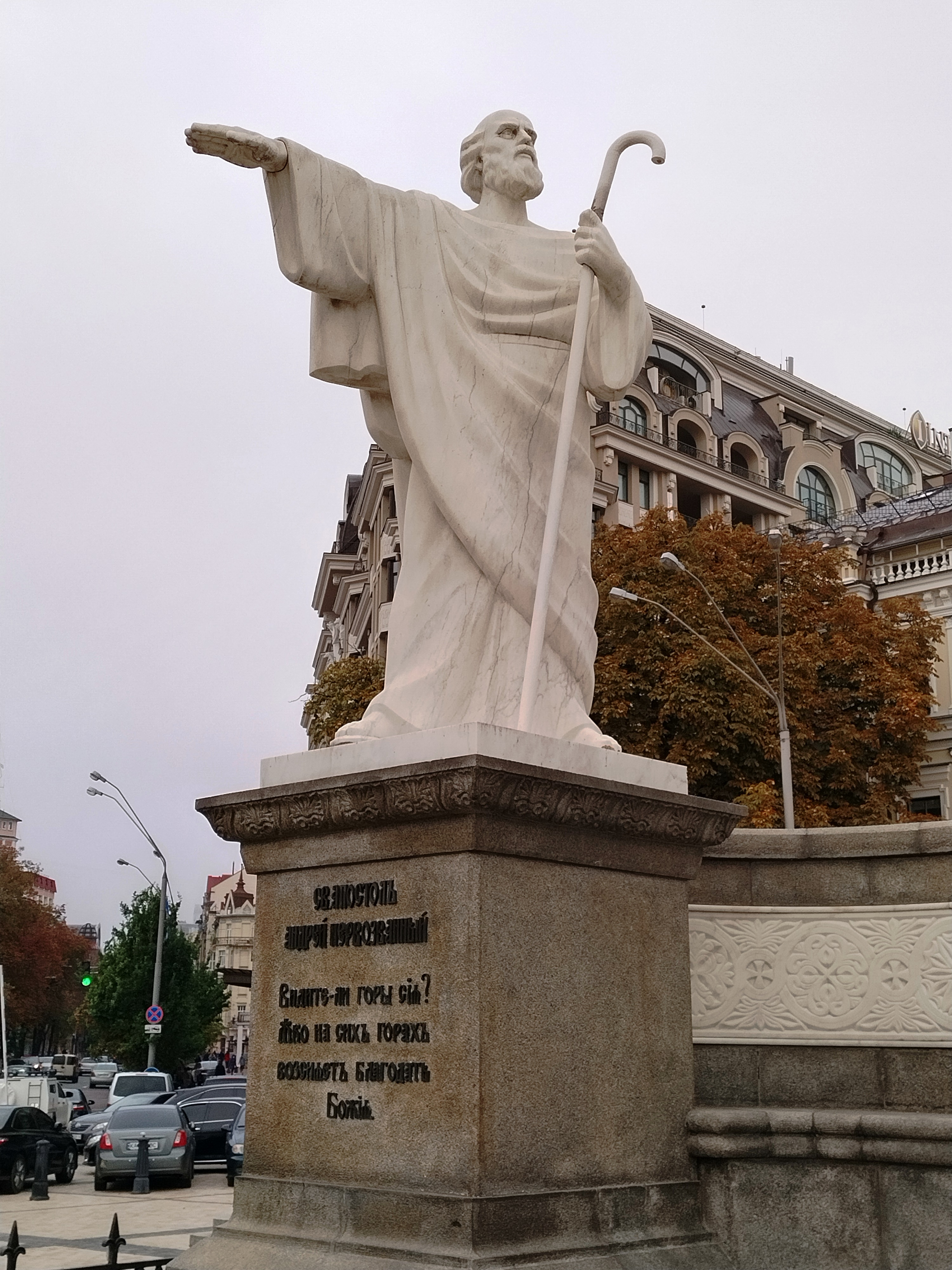
Памятник Апостолу Андрею в Киеве. На постаменте — цитата из летописи
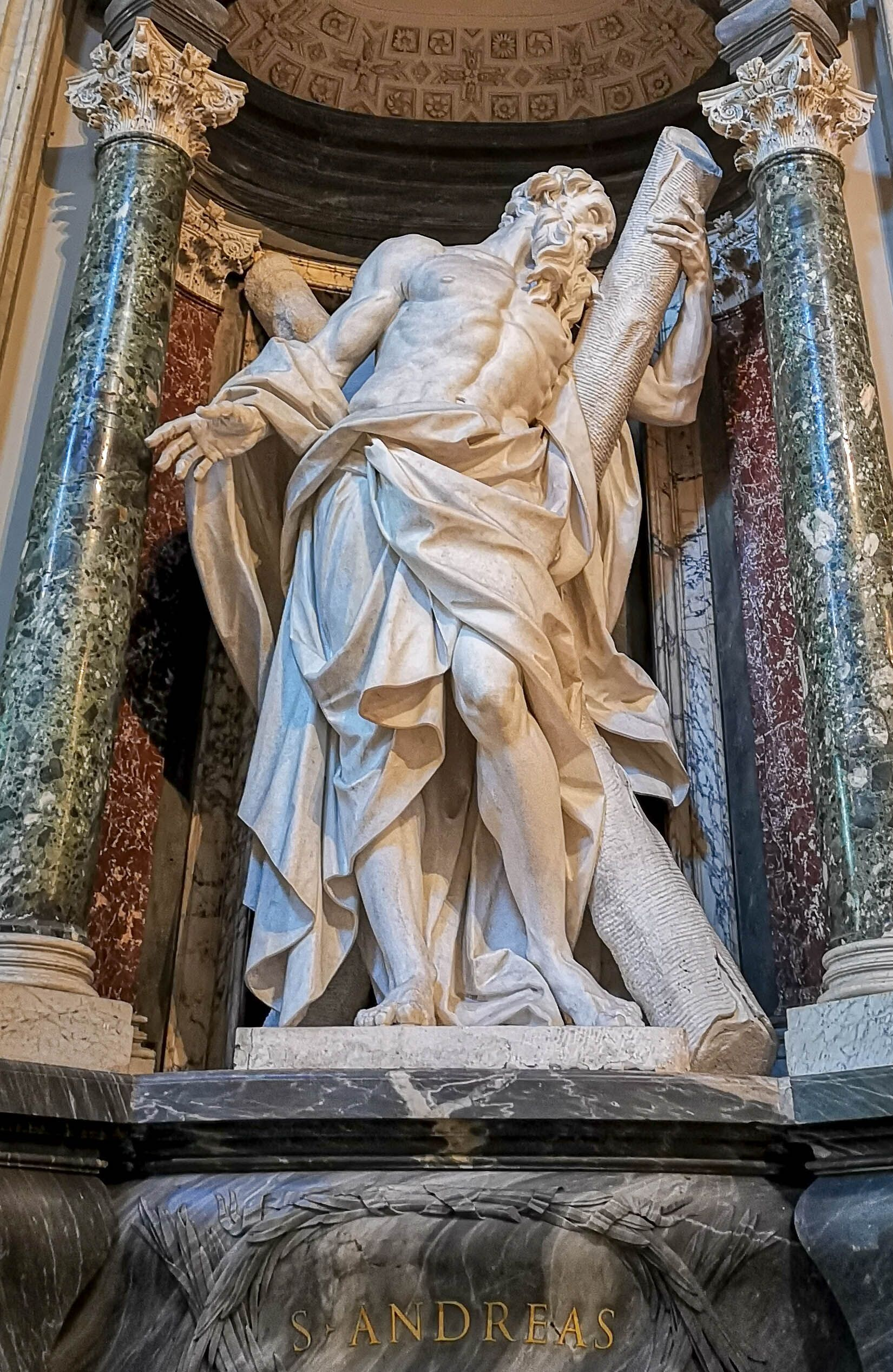
Статуя Апостола Андрея в Латеранском соборе в Риме
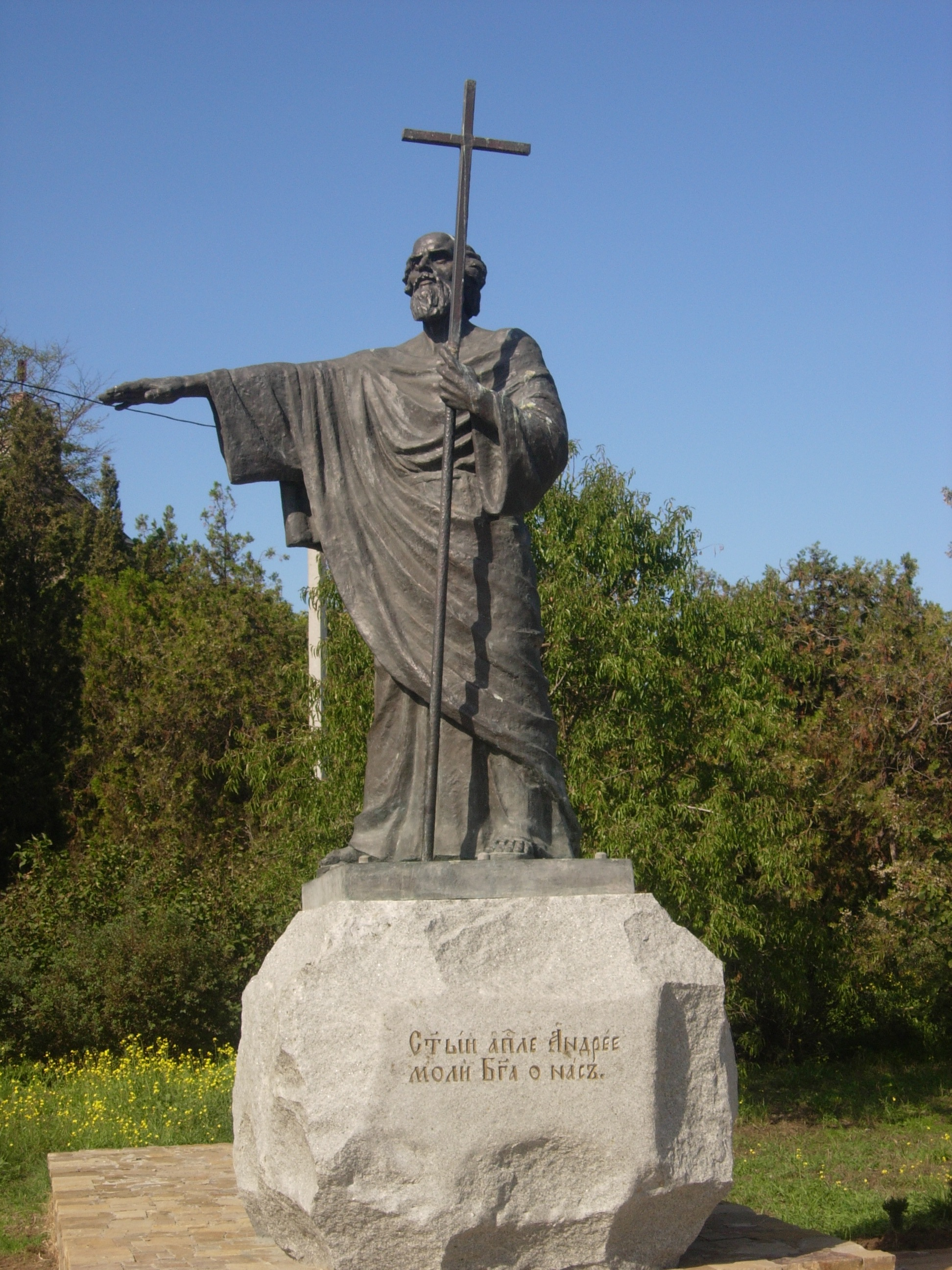
Памятник Апостолу Андрею в Херсонесе (Севастополь)
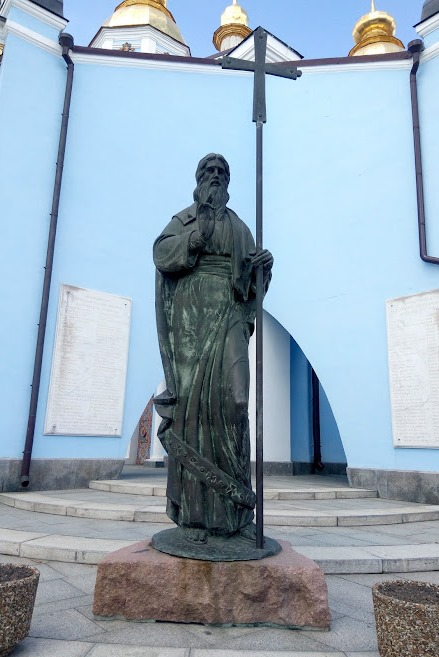
Памятник Апостолу Андрею на территории Михайловского Златоверхого монастыря в Киеве
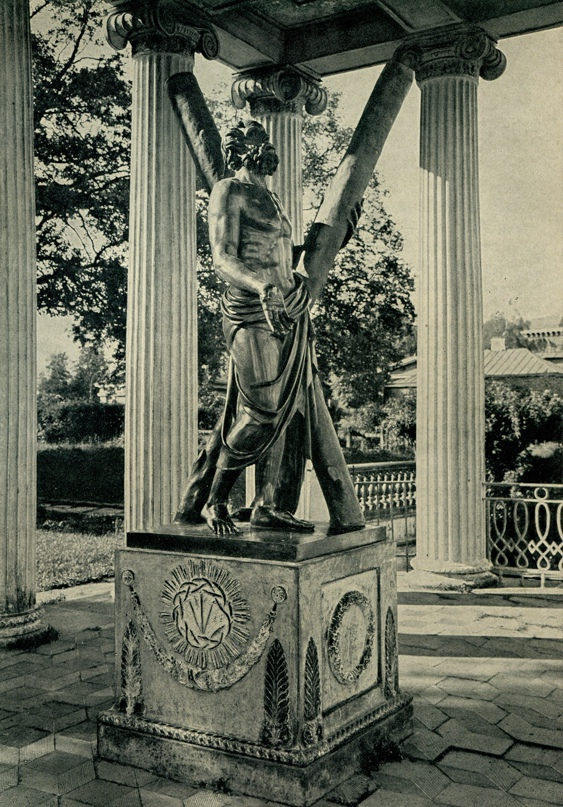
Скульптура святого Андрея Первозванного в Грузино (1829 год, не сохранилась)

### Корабли
Название «Святой Андрей» присвоено более 300 кораблям. Среди них:
- 50-пушечный галеон «Святой Андрей», в 1596 году захвачен англичанами у испанцев; возвращён в 1604 году.
- Парусный линейный корабль 2 ранга «Святой Андрей» (англ. English ship St Andrew (1622)). Спущен на воду в 1622 году; служил в составе Королевского флота Англии, а после революции — Английской республики; 3 сентября 1666 года шторм выбросил судно на берег, где его разобрали.
- Парусный линейный корабль 2 ранга «Святой Андрей». Спущен на воду в 1670 году; служил в составе Королевского флота Англии; в 1703 году переименован в «Королеву Анну»; разобран в 1727 году.
- Парусный линейный корабль 2 ранга «Святой Андрей». Спущен на воду 3 (14) февраля 1721 года; служил в составе Балтийского флота; разобран после 1740 года.
- Парусный линейный корабль 4 ранга «Святой Андрей», тип «Пётр Второй». Спущен на воду 12 (23) мая 1737 года; служил в составе Балтийского флота; разобран после 1752 года.
- Парусный линейный корабль «Святой Андрей Первозванный», тип «Святой Павел». Спущен на воду в 1758 году; служил в составе Балтийского флота; разобран после 1780 года.
- Парусный линейный корабль «Святой Андрей», тип «Селафаил». Спущен на воду в 1821 году; служил в составе Балтийского флота; разобран после 1829 года.
- Почтовое судно США «Святой Андрей». Затонуло у берегов Великобритании 7 января 1839 года в Ночь большого ветра (англ. Night of the Big Wind).
- Пароход «Андрей Первозванный», первое в мире научно-исследовательское судно, оснащённое тралом для ловли донных рыб и морских организмов. Спущен на воду в 1899 году; в 1910 году переименован в «Мурман» и включён в состав Балтийского флота; в 1937 году переименован в «Мглу» и включён в состав Северного флота; в 1954 году переделан в отопитель ОТ-12; сдан на слом в 1959 году.
- Эскадренный броненосец «Андрей Первозванный», с 10 октября 1907 года — линейный корабль «преддредноутного типа». Спущен на воду 7 (20) октября 1906 года; служил в составе Балтийского флота. Получил значительные повреждения в бою и 8 февраля 1924 года сдан Комгосфонду для разделки на металл.
- Однопалубный двухвинтовой сухогрузный теплоход «Андрей Первозванный», тип «Волго-Дон». Построен 29 февраля 1988 года под названием «Волго-Дон 5099», в 1994 году переименован в «Надвоицы», в 2018 году — в «Онерива 46», в 2020 году — в «Андрей Первозванный». Порт приписки — Астрахань[85].
- Теплоход на подводных крыльях «Андрей Первозванный», тип «Метеор». Построен 30 сентября 1984 года под названием «Метеор-195», в 2006 году переименован в «Андрей Первозванный». Порт приписки — Санкт-Петербург[86].
- Яхта «Апостол Андрей». Спущена на воду 9 августа 1996 года, порт приписки Москва. Совершила 3 кругосветных плавания[87]. Капитан — Николай Андреевич Литау.

Галерея кораблей

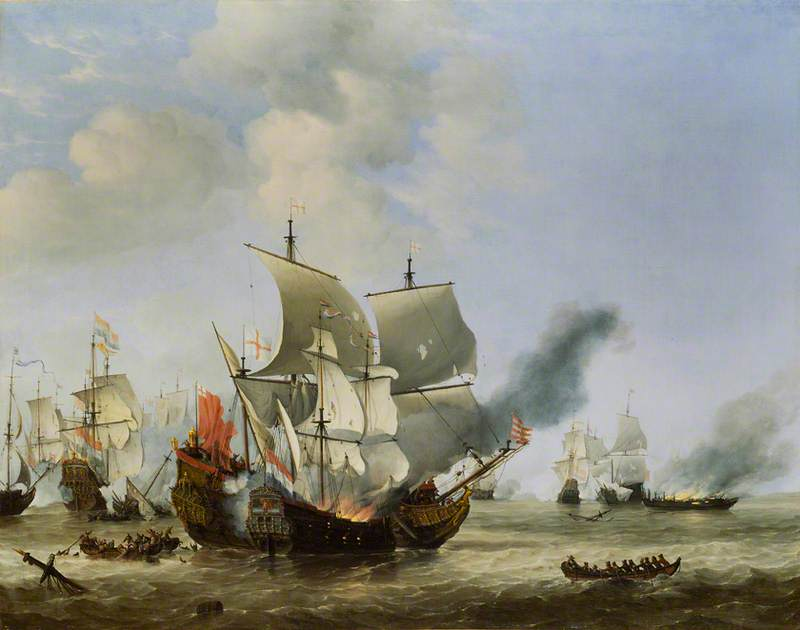
«Андрей»[англ.] в сражении при Схевенингене в 1653 году, Виллем ван де Велде Младший, 1653 год
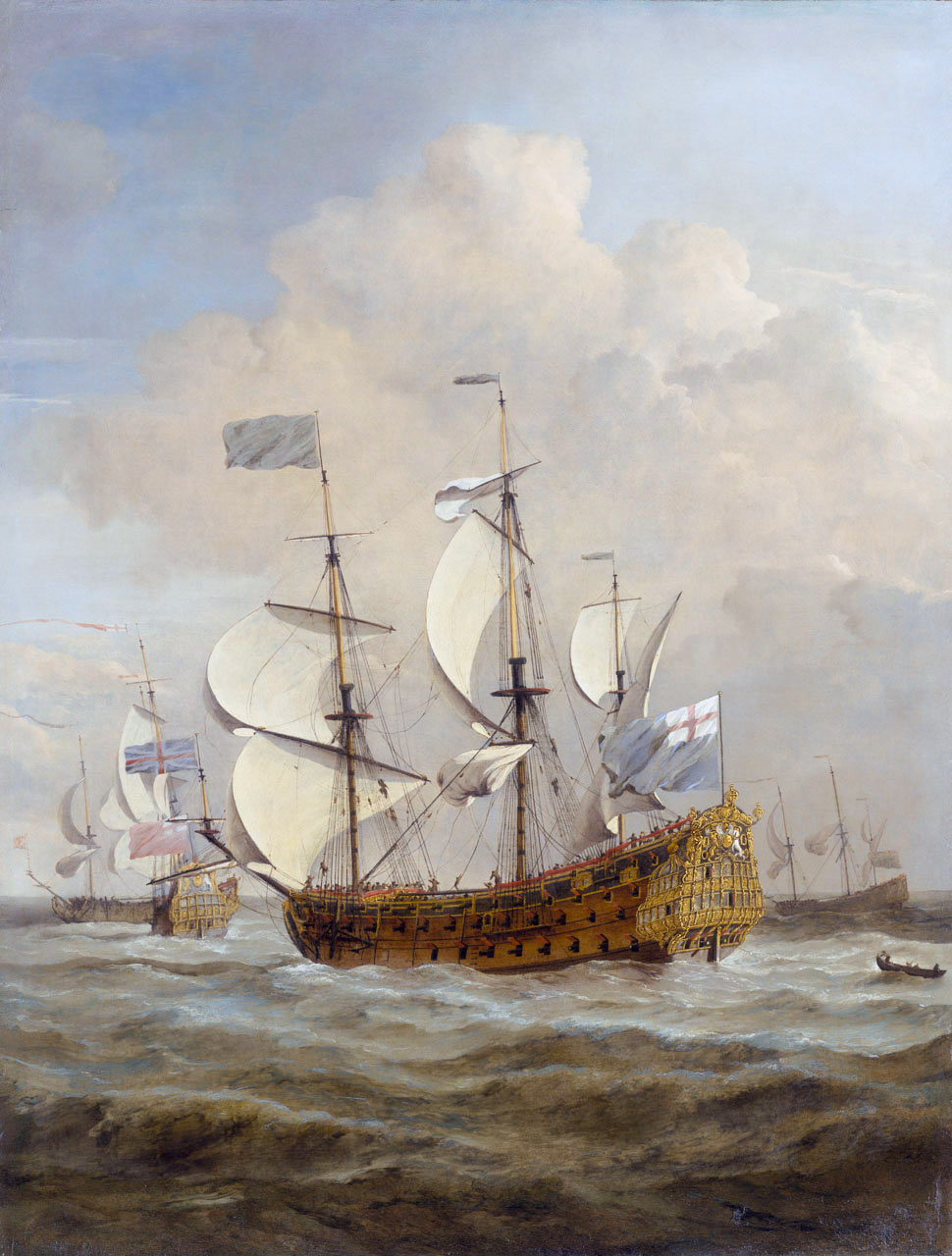
«Святой Андрей» в море при умеренном бризе, Виллем ван де Велде Младший, 1673 год
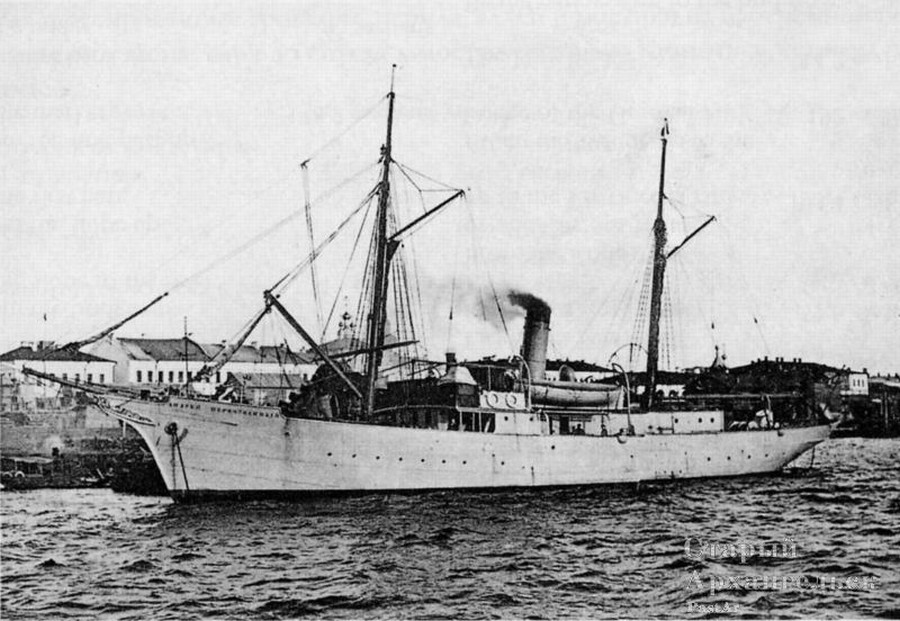
Пароход «Андрей Первозванный», фото 1900-е годы
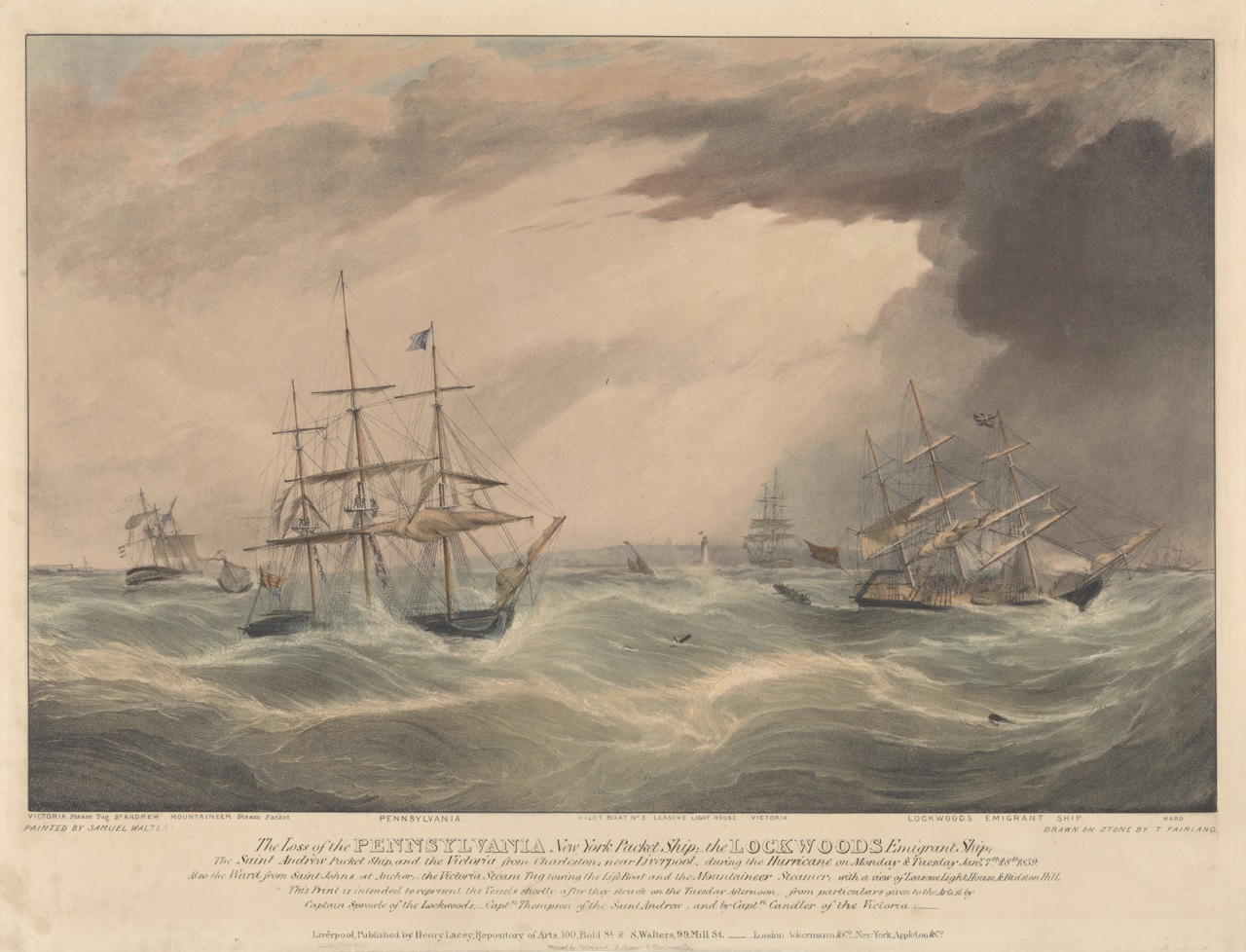
Гибель почтового судна «Pennsylvania New York», эмигрантского судна «Lockwoods», почтовых кораблей «Saint Andrew» и «Victoria» 7 января 1839 года
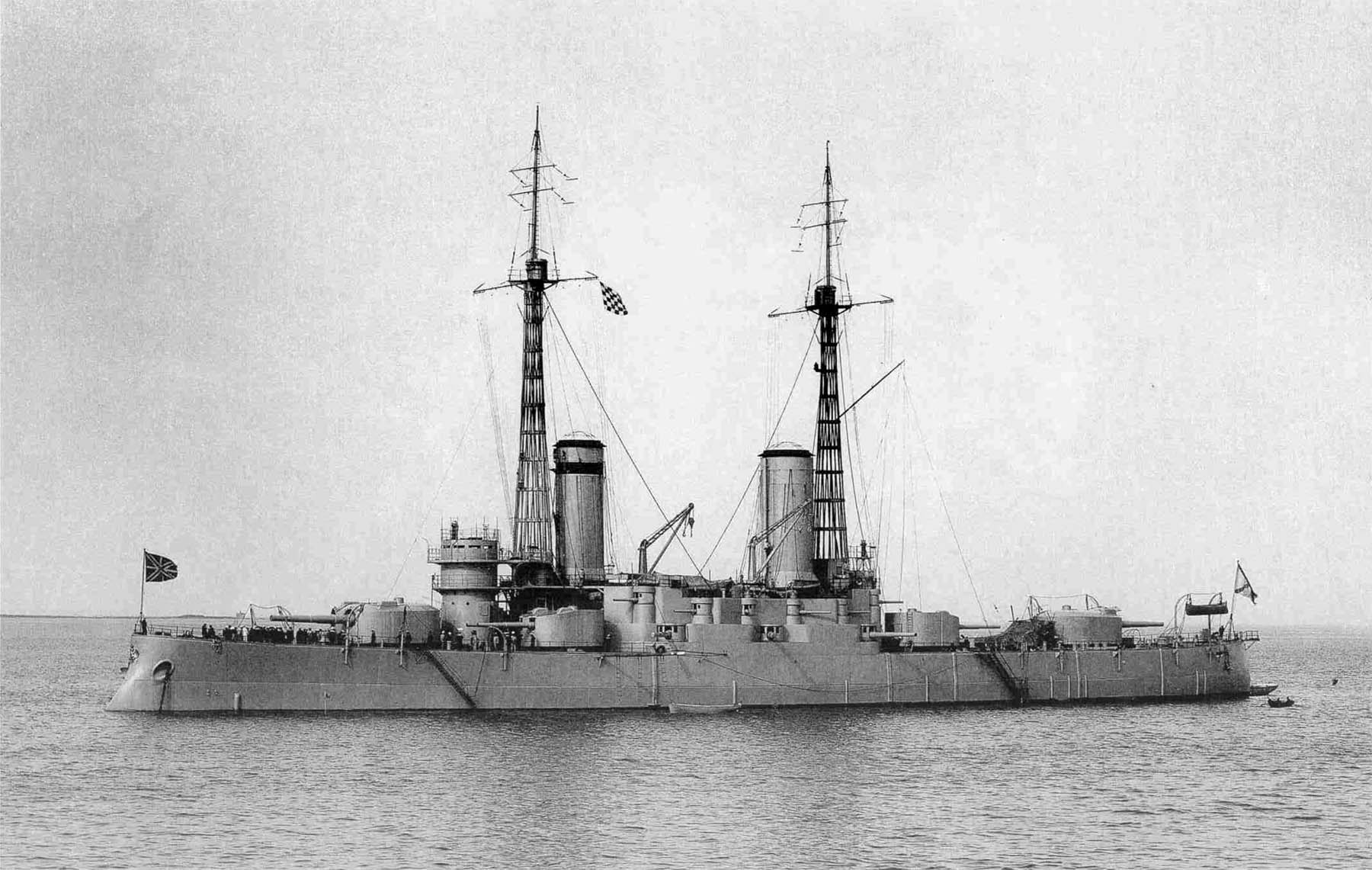
Линейный корабль «Андрей Первозванный», фото 1912—1914 годы
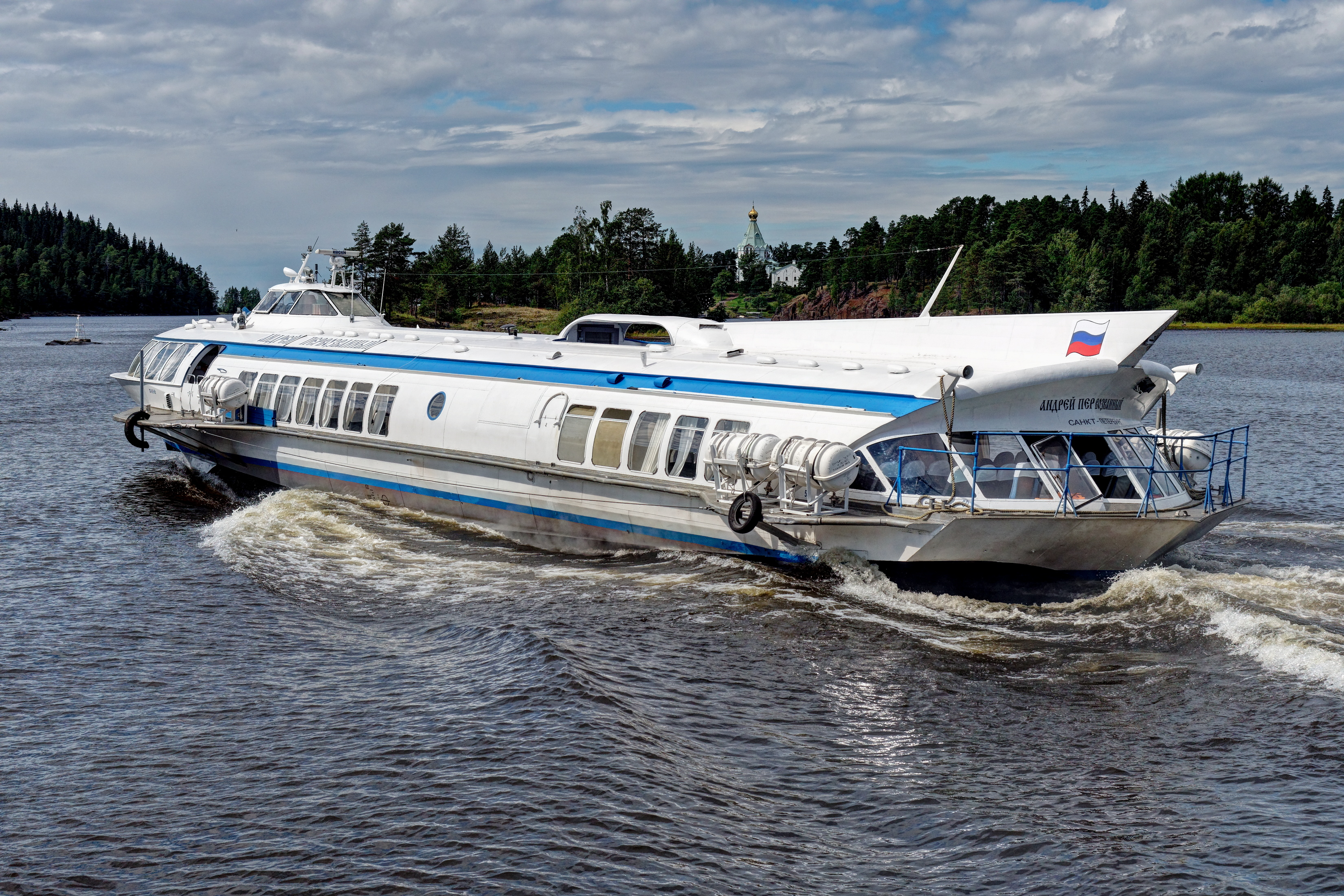
Теплоход на подводных крыльях «Андрей Первозванный», фото 2016 год